# Elezioni politiche in Italia del 1994 per collegio (Camera dei deputati)

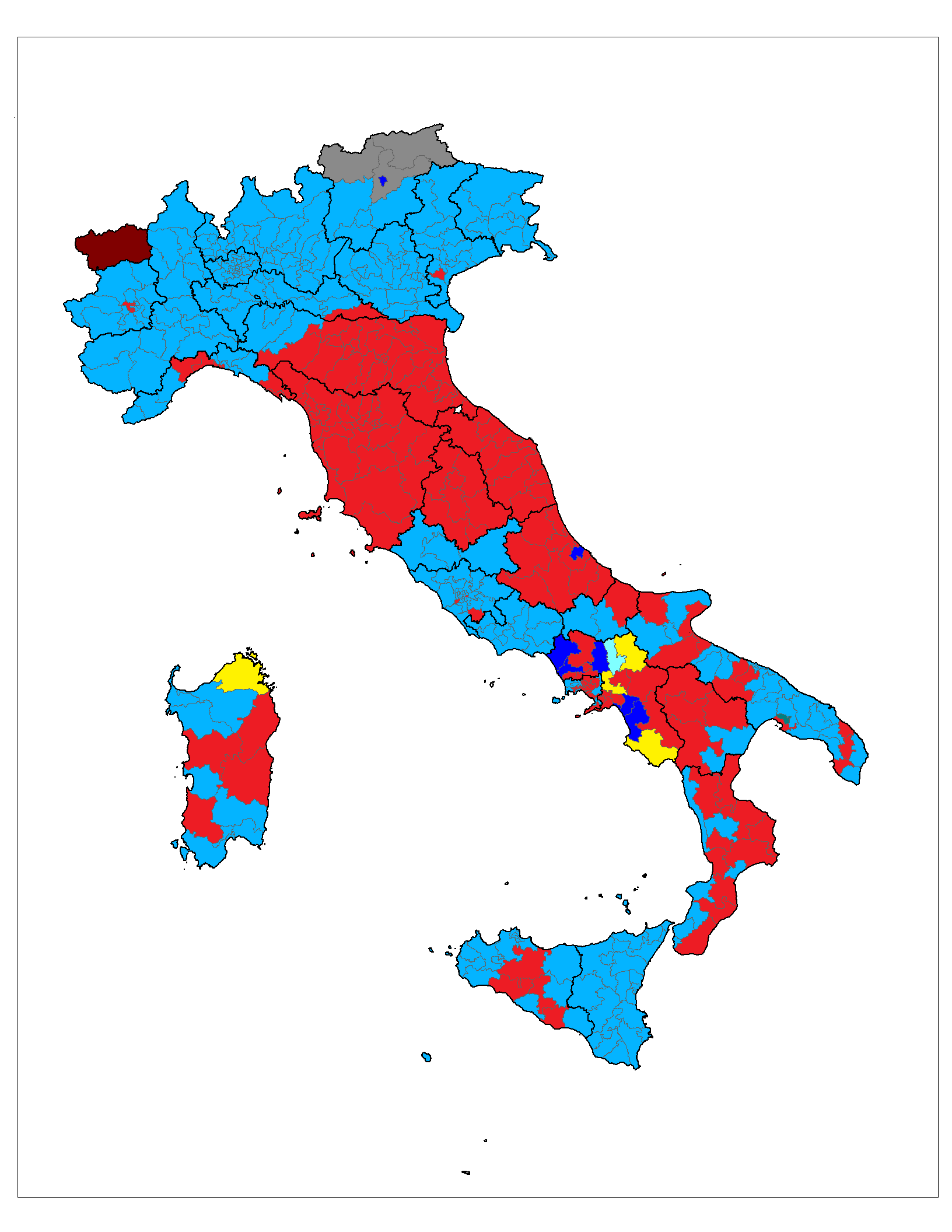
Risultati nei collegi uninominali

Le elezioni politiche in Italia del 1994 nei collegi uninominali della Camera dei deputati hanno visto i seguenti risultati.

## Piemonte 1
| Collegio          | Candidati                               | Candidati                                   | Candidati                              | Candidati                               | Candidati                | Candidati                         | Candidati                | Candidati                  |
| Collegio          | Progressisti                            | Polo delle Libertà                          | Patto per l'Italia                     | Alleanza Nazionale                      | Verdi Verdi              | Lista Pannella                    | Lega per il Piemonte     | Rinnovamento               |
| ----------------- | --------------------------------------- | ------------------------------------------- | -------------------------------------- | --------------------------------------- | ------------------------ | --------------------------------- | ------------------------ | -------------------------- |
| Torino 1          | Stefanella Campana 27.171 voti (29,84%) | Lelio Lantella 34.258 voti (37,63%)         | Mario Rey 13.235 voti (14,54%)         | Ugo Martinat 11.200 voti (12,30%)       |                          | Gabriele Sorba 5.181 voti (5,69%) |                          |                            |
| Torino 2          | Diego Novelli 30.798 voti (38,37%)      | Angelo Burzi 29.828 voti (37,16%)           | Piercarlo Frigero 10.650 voti (13,27%) | Agostino Ghiglia (11,20%)               |                          |                                   |                          |                            |
| Torino 3          | Marco Rizzo (37,60%)                    | Piera Arata (37,54%)                        | Giovanni Berra (12,23%)                | Claudio Berrino (12,63%)                |                          |                                   |                          |                            |
| Torino 4          | Fausto Bertinotti (39,41%)              | Mario Borghezio (34,76%)                    | Elena Vergani (11,31%)                 | Giovanni Brandi (12,04%)                |                          |                                   | Michele Di Tonno (2,49%) |                            |
| Torino 5          | Gino Giugni (39,74%)                    | Lorenzo Pinessi (34,60%)                    | Franco Cirelli (8,63%)                 | Roberto Salerno (11,13%)                | Alberto Lupi (5,90%)     |                                   |                          |                            |
| Torino 6          | Massimo Salvadori (32,80%)              | Edro Colombini (37,51%)                     | Franco Manassero (12,61%)              | Marta Minervini (9,71%)                 |                          | Igor Boni (5,41%)                 | Sergio Giuffrida (1,96%) |                            |
| Torino 7          | Sergio Chiamparino (35,15%)             | Alessandro Meluzzi (35,59%)                 | Giulio Cesare Rattazzi (12,53%)        | Bernardo Chiappo (10,48%)               | Maurizio Lupi (6,25%)    |                                   |                          |                            |
| Torino 8          | Maria Grazia Sestero (35,18%)           | Furio Gubetti (36,58%)                      | Aldo Cantoni (12,18%)                  | Vincenzo De Carlo (10,98%)              | Davide Nerattini (5,08%) |                                   |                          |                            |
| Ivrea             | Maria Teresa Perenchio (30,67%)         | Pier Corrado Salino (43,34%)                | Gianfranco Morgando (16,59%)           | Alberto Tognoli (9,41%)                 |                          |                                   |                          |                            |
| Chivasso          | Oscar Bertetto (30,97%)                 | Michele Vietti (44,31%)                     | Luigi Bertolino (13,45%)               | Antonio D'Ambrosio (11,26%)             |                          |                                   |                          |                            |
| Settimo Torinese  | Angelo Tartaglia (35,01%)               | Antonio Cherio (40,96%)                     | Eugenio Corsini (12,78%)               | Filippo Polito (9,66%)                  |                          |                                   |                          | Raffaele Furgiuele (1,57%) |
| Moncalieri        | Mercedes Bresso (28,84%)                | Salvatore Musumeci (43,33%)                 | Remo Ratto (13,18%)                    | Luigi Mina (9,74%)                      | Lorella Bressa (4,91%)   |                                   |                          |                            |
| Nichelino         | Fernando Giarrusso (32,74%)             | Riccardo Sandrone (41,75%)                  | Lorenzo Agasso (16,00%)                | Bruno Massari (9,51%)                   |                          |                                   |                          |                            |
| Rivoli            | Mimmo Lucà (38,96%)                     | Paolo Mammola (39,49%)                      | Giulio Bugnone (10,79%)                | Valerio Calosso (9,32%)                 |                          |                                   |                          | Marco Chiavetta (1,44%)    |
| Collegno          | Luciano Violante (43,72%)               | Mariella Maria Rita Cavanna Scirea (36,39%) | Dino Gallai (10,15%)                   | Carlo Boetti Villanis Audifredi (9,74%) |                          |                                   |                          |                            |
| Venaria Reale     | Giorgio Gardiol (32,94%)                | Luca Basso (42,66%)                         | Ruggero Vesco (14,92%)                 | Pietro Verdiani (9,48%)                 |                          |                                   |                          |                            |
| Rivarolo Canavese | Gian Pietro Bertoli (24,34%)            | Roberto Ceresa (49,15%)                     | Riccardo Sartoris (18,51%)             | Gianfranco Balma Venere (8,00%)         |                          |                                   |                          |                            |
| Giaveno           | Claudio Giorno (27,87%)                 | Alida Benetto Ravetto (46,96%)              | Renato Montabone (16,74%)              | Caterina Maio (8,43%)                   |                          |                                   |                          |                            |
| Pinerolo          | Giorgio Bouchard (31,83%)               | Lucio Malan (44,73%)                        | Bernardino Ambrosio (12,56%)           | Antonio Forchino (6,73%)                |                          |                                   | Giorgio Gay (4,15%)      |                            |

## Piemonte 2
| Collegio          | Candidati                           | Candidati                        | Candidati                           | Candidati                    | Candidati                    | Candidati               |
| Collegio          | Progressisti                        | Polo delle Libertà               | Patto per l'Italia                  | Alleanza Nazionale           | Lista Pannella               | Lega per il Piemonte    |
| ----------------- | ----------------------------------- | -------------------------------- | ----------------------------------- | ---------------------------- | ---------------------------- | ----------------------- |
| Alba              | Luigi Carosso (20,95%)              | Francesco Miroglio (48,26%)      | Giuseppe Andreis (21,55%)           | Paolo Genta (5,11%)          |                              | Renzo Rabellino (4,13%) |
| Savigliano        | Aldo Comina (17,83%)                | Flavio Giovanni Caselli (45,93%) | Guido Crosetto (21,35%)             | Sebastiano Grasso (4,49%)    | Giacomo Paire (10,40%)       |                         |
| Fossano           | Leonardo Lucarini (13,23%)          | Raffaele Costa (66,22%)          | Pier Paolo Golinelli (16,77%)       |                              | Luciano Casasole (3,77%)     |                         |
| Cuneo             | Ugo Sturlese (18,43%)               | Domenico Comino (48,54%)         | Pier Giorgio Peano (27,75%)         | Paolo Chiarenza (5,28%)      |                              |                         |
| Canelli           | Piera Gatti Angioletta (20,07%)     | Paolo Franzini Tibaldeo (45,50%) | Giovanni Borriero (20,44%)          | Giovanna Balestrino (8,62%)  | Giuseppe De Paolini (5,37%)  |                         |
| Asti              | Paolo Bagnadentro (25,80%)          | Paolo Tagini (41,19%)            | Bruno Curletto (16,19%)             | Antonella Carraroli (8,95%)  | Giovanna Lentini (5,52%)     | Pietro Capra (2,36%)    |
| Casale Monferrato | Davide Sandalo (25,54%)             | Claudio Percivalle (52,24%)      | Paolo Filippi (14,44%)              | Giuseppe Carrato (7,78%)     |                              |                         |
| Alessandria       | Carla Federica Nespolo (30,72%)     | Oreste Rossi (48,17%)            | Agostino Gatti (12,84%)             | Aldo Rovito (8,26%)          |                              |                         |
| Novi Ligure       | Giuseppe Maspoli (29,07%)           | Gian Piero Broglia (45,00%)      | Riccardo Prete (17,79%)             | Aimone Quattordio (8,14%)    |                              |                         |
| Acqui Terme       | Adriano Angelo Icardi (36,08%)      | Valerio Malvezzi (41,57%)        | Mirco Allegri (14,93%)              | Gian Domenico Buffa (7,42%)  |                              |                         |
| Vercelli          | Gabriele Maurizio Bagnasco (27,72%) | Roberto Rosso (48,48%)           | Piero Giuseppe Barbonaglia (13,99%) | Alberto Cortopassi (9,81%)   |                              |                         |
| Cossato           | Angelo Zancaner (25,77%)            | Roberto Luigi Lavagnini (52,93%) | Laura Cerra (13,97%)                | Giovanni Mussone (7,32%)     |                              |                         |
| Biella            | Gian Maria Zavattaro (23,68%)       | Stefano Aimone Prina (51,30%)    | Paolo Azario (11,70%)               | Livia Caldesi (8,27%)        | Iolanda Casigliani (5,05%)   |                         |
| Novara            | Giovanni Correnti (25,40%)          | Luciano Angelo Bistaffa (46,84%) | Enrico Nerviani (14,59%)            | Emilio Iodice (8,28%)        | Gianpiero Bonfantini (4,89%) |                         |
| Trecate           | Antonio Bricco (23,11%)             | Vittorio Tarditi (51,94%)        | Mario Quaglia (16,58%)              | Antonino Masaracchio (8,37%) |                              |                         |
| Borgomanero       | Erasmo Lombardi (25,28%)            | Emilio Zenoni (52,01%)           | Eugenio Borgna (14,81%)             | Roberto Dellanoce (7.90%)    |                              |                         |
| Verbania          | Diego Giacomo Caretti (21,01%)      | Mauro Polli (46,11%)             | Luciano Brogonzoli (10,97%)         | Marco Zacchera (16,32%)      | Silvano Quaglia (3,10%)      | Sergio Sbaffo (2,49%)   |

## Lombardia 1
| Collegio              | Candidati                                         | Candidati                      | Candidati                             | Candidati                                  | Candidati                      | Candidati                                     |
| Collegio              | Progressisti                                      | Polo delle Libertà             | Patto per l'Italia                    | Alleanza Nazionale                         | Lista Pannella                 | Altri                                         |
| --------------------- | ------------------------------------------------- | ------------------------------ | ------------------------------------- | ------------------------------------------ | ------------------------------ | --------------------------------------------- |
| Milano 1              | Franco Bassanini (25,43%)                         | Umberto Bossi (48,72%)         | Gianni Rivera (11,84%)                | Ignazio La Russa (8,96%)                   | Sergio Carlo Scalpelli (4,64%) | Anna Basso (Rinnovamento) (0,41%)             |
| Milano 2              | Ada Grecchi (30,59%)                              | Luigi Negri (59,43%)           |                                       | Gabriele Pagliuzzi (9,98%)                 |                                |                                               |
| Milano 3              | Umberto Gay (25,76%)                              | Adriano Teso (52,32%)          | Gerolamo Pellicanò (9,67%)            | Gianpaolo Landi di Chiavenna (8,09%)       | Benedetto Della Vedova (4,15%) |                                               |
| Milano 4              | Letizia Gilardelli (26,59%)                       | Vittorio Dotti (59,46%)        |                                       | Francesco Giuseppe Tofoni (8,31%)          | Vittorio Rigoli (5,64%)        |                                               |
| Milano 5              | Franco Morganti (26,21%)                          | Vincenzo Ciruzzi (51,45%)      | Adriano Bassi (9,67%)                 | Roberto Predolini (8,07%)                  | Stefano Demolli (4,60%)        |                                               |
| Milano 6              | Giuseppina Giuliana Nuvoli (26,25%)               | Luigi Rossi (53,22%)           | Fiorenzo Tagliabue (11,50%)           | Silvia Ferretto Clementi (9,02%)           |                                |                                               |
| Milano 7              | Roberto Colombo (30,93%)                          | Stefano Podestà (52,70%)       | Marco Alfredo Carlo Balducci (8,65%)  | Luciano Buonocore (7,72%)                  |                                |                                               |
| Milano 8              | Alessandra Cecilia Marta Enza Kustermann (28,86%) | Roberto Bernardelli (50,03%)   | Enzo Pontarollo (8,47%)               | Donato Mutarelli (7,74%)                   | Lucio Bertè (4,48%)            | Domenico Di Santo (Rinnovamento) (0,43%)      |
| Milano 9              | Nando dalla Chiesa (37,40%)                       | Roberto Ronchi (47,73%)        | Enzo Adriano Gobbi (7,09%)            | Fabio Carlo Alexis De Fina (7,78%)         |                                |                                               |
| Milano 10             | Mario Fernando Sassi (30,14%)                     | Irene Pivetti (52,14%)         | Alberto Antonio Maria Fossati (9,48%) | Sergio Luppi (8,24%)                       |                                |                                               |
| Milano 11             | Carlo Galli (31,38%)                              | Alberto di Luca (51,12%)       | Egidio Igino Simeoni (9,69%)          | Luigi Francesco Domenico Silvestri (7,81%) |                                |                                               |
| Rozzano               | Antonio Pizzinato (32,16%)                        | Valentina Aprea (52,70%)       | Giovanni Dettoni (7,30%)              | Giovanni Angelucci (7,84%)                 |                                |                                               |
| Corsico               | Achille Cutrera (31,2%)                           | Claudio Graticola (51,6%)      | Francesco Pagliuca (8,7%)             | Eugenio Pasquinucci (8,5%)                 |                                |                                               |
| Abbiategrasso         | Maria Luisa Sangiorgio (24,9%)                    | Franca Valenti (55,6%)         | Loredana Pianta (12,8%)               | Piercarlo Cattaneo (6,7%)                  |                                |                                               |
| Busto Garolfo         | Pier Carlo Maggiolini (20,0%)                     | Giuseppe Rossetto (60.9%)      | Umberto Re (13,8%)                    | Bernardo Crippa (5,3%)                     |                                |                                               |
| Legnano               | Sergio Bonelli (20,8%)                            | Marcello Lazzati (59,4%)       | Carmen Colombo Galli (14,0%)          | Alessandro Usseglio Laviretta (5,8%)       |                                |                                               |
| Rho                   | Ermenegildo Maltagliati (28,5%)                   | Vittorio Lodolo D'Oria (51,3%) | Amedeo Galli (13,5%)                  | Dario Ferrari (6.7%)                       |                                |                                               |
| Bollate               | Paolo Cagna Ninchi (31,2%)                        | Elio Vito (51,0%)              | Rossella Artioli (10,9%)              | Pierfrancesco Gamba (6,9%)                 |                                |                                               |
| Limbiate              | Nico Volpin (23,1%)                               | Maurizio Porta (58,4%)         | Angelo Valtorta (12,8%)               | Michele Gualtieri (5,7%)                   |                                |                                               |
| Paderno Dugnano       | Stefano Strada (31,6%)                            | Carlo Usiglio (51,2%)          | Stefano Campagna (10,6%)              | Enrico Perna (6,6%)                        |                                |                                               |
| Sesto San Giovanni    | Fiorenza Bassoli (34,5%)                          | Pierangelo Paleari (46,0%)     | Luisa Maggi (8,6%)                    | Ambrogio Viviani (6,4%)                    | Marco Bruschi (4,5%)           |                                               |
| Cinisello Balsamo     | Stefano Draghi (34,0%)                            | Paolo Romani (45,9%)           | Paolo Aversani (8,9%)                 | Calogero Bongiovanni (6,3%)                | Giancarlo Dalla Costa (4,9%)   |                                               |
| Desio                 | Maria Nella Cazzaniga (18,2%)                     | Carlo Conti (58,4%)            | Marco Citterio (14,0%)                | Gianfranco Ratti (5,6%)                    | Carmelo Licata Caruso (3,8%)   |                                               |
| Seregno               | Zaccheo Moscheni (16,6%)                          | Francesco Formenti (61,6%)     | Erminio Barzaghi (16,6%)              | Giuseppe Anastasi (5,4%)                   |                                |                                               |
| Monza                 | Michele Bertola (24,5%)                           | Raffaele della Valle (52,3%)   | Roberto Colombo (14,2%)               | Pier Luigi Cambini (6,7%)                  |                                | Gimmi Stefanini (Lega Alpina Lumbarda) (2,2%) |
| Vimercate             | Gloria Buffo (23,4%)                              | Ludovico Gilberti (53,4%)      | Daniela Mazzuconi (18,4%)             | Romano De Santis (4,8%)                    |                                |                                               |
| Agrate Brianza        | Franco Asnaghi (28,6%)                            | Elisabetta Castellazzi (49,5%) | Giovanni Villa (17,0%)                | Gianmario Monaldo (4,9%)                   |                                |                                               |
| Cologno Monzese       | Giovanni Gazzo (28,4%)                            | Corrado Peraboni (51,7%)       | Antonio Mandelli (13,1%)              | Mario Ammendola (6,8%)                     |                                |                                               |
| Melzo                 | Osvaldo Vallese (27,8%)                           | Alessandro Rubino (52,6%)      | Maurizio Attanasio (13,1%)            | Stefano Natalucci (5,6%)                   |                                | Ugo Sarao (Partito di Centro) (0,9%)          |
| Pioltello             | Pier Mario Biava (30,1%)                          | Roberto Grugnetti (52,9%)      | Giovanni De Berti (9,2%)              | Ricciotti Valenti (7,7%)                   |                                |                                               |
| San Giuliano Milanese | Ramon Mantovani (32,2%)                           | Marco Taradash (48,4%)         | Francesco Lacchi (12,1%)              | Guido Papetti (7,2%)                       |                                |                                               |

## Lombardia 2
| Collegio             | Candidati                      | Candidati                       | Candidati                                  | Candidati                  | Candidati                  |
| Collegio             | Progressisti                   | Polo delle Libertà              | Patto per l'Italia                         | Alleanza Nazionale         | Lista Pannella             |
| -------------------- | ------------------------------ | ------------------------------- | ------------------------------------------ | -------------------------- | -------------------------- |
| Varese               | Angelo Guerraggio (18,5%)      | Roberto Maroni (61,4%)          | Pier Maria Morresi (13,2%)                 | Luigi Federiconi (6,9%)    |                            |
| Luino                | Giuseppe Silvestri (17,6%)     | Luigi Zocchi (64,0%)            | Arturo Bodini (11,0%)                      | Maria Poggio (7,4%)        |                            |
| Tradate              | Ambrogio Beretta (18,9%)       | Antonio Marano (62,9%)          | Enrico Gaiazzi (11,9%)                     | Stefania Monti (6,4%)      |                            |
| Sesto Calende        | Ferruccio Crippa (19,4%)       | Giuseppe Bonomi (61,8%)         | Augusto Monaco (12,8%)                     | Giuseppe Bernareggi (6,0%) |                            |
| Gallarate            | Mauro Engolli (18,1%)          | Giuseppe Leoni (63,5%)          | Maria Federica Massobrio Provasoli (12,1%) | Luca Ferrazzi (6,4%)       |                            |
| Busto Arsizio        | Lia Bandera (15,9%)            | Marco Sartori (64,1%)           | Paolo Della Vedova (11,2%)                 | Maurizio Dominici (5,6%)   | Roberto Consti (3,2%)      |
| Saronno              | Vittorio Lovera (18,4%)        | Paolo Vigevano (61,1%)          | Lucio Bergamaschi (14,5%)                  | Riccardo Bernucca (6,0%)   |                            |
| Como                 | Mauro Guerra (17,5%)           | Gabriele Ostinelli (53,3%)      | Abele Dell'Orto (14,1%)                    | Alessio Butti (11,1%)      | Leonardo Russo (4,0%)      |
| Cantù                | Francesco Ape (17,6%)          | Luca Leoni Orsenigo (61,7%)     | Giovanni Zampese (14,8%)                   | Antonio Metrangolo (5,9%)  |                            |
| Erba                 | Mario Berardino (14,8%)        | Marco Romanello (60,6%)         | Bruno Bianchi (17,1%)                      | Veronica Airoldi (7,5%)    |                            |
| Olgiate Comasco      | Grazia Villa (17,1%)           | Alberto Cova (61,9%)            | Robustino Cattaneo (14,1%)                 | Roberto Antinozzi (6,9%)   |                            |
| Morbegno             | Giancarlo Pedroncelli (13,6%)  | Paolo Oberti (62,8%)            | Arturo Succetti (19,3%)                    | Stefano Scarsella (4,3%)   |                            |
| Sondrio              | Maria Cristina Volontè (12,7%) | Fiorello Provera (58,1%)        | Giulio Tremonti (22,9%)                    | Giovanni Maria Dore (3,5%) | Giuliano Ghilotti (2,7%)   |
| Lecco                | Gino Buscaglia (19,2%)         | Roberto Castelli (52,8%)        | Marco Cariboni (19,0%)                     | Giovanni Chiesa (4,9%)     | Luca Cesana (4,9%)         |
| Merate               | Maria Grazia Corti (19,5%)     | Alberto Bosisio (54,9%)         | Domenico Galbiati (20,6%)                  | Francesco Ripamonti (4,9%) |                            |
| Bergamo              | Gian Gabriele Vertova (20,3%)  | Roberto Calderoli (47,4%)       | Silvana Santisi Saita (18,0%)              | Mirko Tremaglia (10,0%)    | Stefano Paoli (4,3%)       |
| Seriate              | Maria Grazia Lodigiani (13,1%) | Giorgio Jannone (61,3%)         | Mariolina Moioli Viganò (18,0%)            | Luigi Cortesi (4,4%)       | Graziella Pillirone (3,2%) |
| Ponte San Pietro     | Livio Mazzola (18,4%)          | Luciana Frosio Roncalli (57,7%) | Luciano Gelpi (18,8%)                      | Leonida Pozzi (5,0%)       |                            |
| Treviglio            | Nazario Erbetta (20,3%)        | Gianni Pilo (56,3%)             | Alda Cologni Sonzogni (17,6%)              | Mario Gandolfi (5,8%)      |                            |
| Albino               | Liliana Bozzetto (12,3%)       | Giovanni Ongaro (63,0%)         | Eliana Brissoni Imberti (20,1%)            | Damiano Carrara (4,6%)     |                            |
| Costa Volpino        | Clementina Gabanelli (15,9%)   | Piergiorgio Martinelli (58,9%)  | Valerio Bettoni (20,3%)                    | Giuseppe Bettera (5,0%)    |                            |
| Dalmine              | Luciano Avogadri (18,7%)       | Antonio Magri (58,8%)           | Ennio Bucci (17,0%)                        | Paolo Pilenga (5,4%)       |                            |
| Zogno                | Benigno Carrara (14,2%)        | Paolo Devecchi (63,6%)          | Silvio Troilo (17,0%)                      | Giorgio Goggia (5,3%)      |                            |
| Brescia - Flero      | Dante Mantovani (23,9%)        | Giulio Arrighini (48,8%)        | Clara Venturini (16,5%)                    | Adriano Bosio (7,0%)       | Oscar Lopane (3,8%)        |
| Brescia - Roncadelle | Vasco Frati (23,4%)            | Flavio Bonafini (45,7%)         | Luciano Corradini (19,9%)                  | Dario Brambilla (7,4%)     | Corradina Giarrizzo (3,6%) |
| Rezzato              | Pietro Puzzi (17,1%)           | Daniele Roscia (54,5%)          | Alfredo Bonomi (22,3%)                     | Fulvia Zecchini (6,0%)     |                            |
| Desenzano del Garda  | Guido Alberini (18,8%)         | Guido Baldo Baldi (56,1%)       | Maria Rosa Raimondi (18,0%)                | Franco Baratti (7,1%)      |                            |
| Ghedi                | Aldo Rebecchi (22,7%)          | Eugenio Baresi (50,6%)          | Gualtiero Muchetti (20,2%)                 | Giovanni Barbieri (6,2%)   |                            |
| Orzinuovi            | Gianfranco Boldini (15,4%)     | Salvatore Bellomi (56,5%)       | Enzo Balboni (20,8%)                       | Angelo Saurgnani (7,2%)    |                            |
| Chiari               | Giorgio Bettoni (16,0%)        | Daniele Molgora (58,2%)         | Luciano Ferrari (21,1%)                    | Renato Lozza (4,7%)        |                            |
| Lumezzane            | Gloria Baraldi (20,3%)         | Vito Gnutti (52,0%)             | Giuseppe Salvinelli (22,1%)                | Luigi Becchetti (5,7%)     |                            |
| Darfo Boario Terme   | Rosa Pedersoli (15,6%)         | Francesco Ghiroldi (57,6%)      | Giovanni De Giuli (19,5%)                  | Luigi Pelamatti (7,3%)     |                            |

## Lombardia 3
| Collegio                   | Candidati                   | Candidati                              | Candidati                    | Candidati                | Candidati                 |
| Collegio                   | Progressisti                | Polo delle Libertà                     | Patto per l'Italia           | Alleanza Nazionale       | Lista Pannella            |
| -------------------------- | --------------------------- | -------------------------------------- | ---------------------------- | ------------------------ | ------------------------- |
| Pavia                      | Giorgio Boatti (24,2%)      | Enzo Ravetta (52,7%)                   | Pierino Costa (11,4%)        | Stefano Losurdo (6,9%)   | Pierpaolo Righetti (4,7%) |
| Vigevano                   | Vito Ragone (22,8%)         | Giancarlo Malvestito (59,7%)           | Gabriele Squazzini (10,1%)   | Tullio Bologna (7,5%)    |                           |
| Mortara                    | Giuseppe Abbà (26,9%)       | Giacomo de Ghislanzoni Cardoli (55,8%) | Pier Angelo Martinoli (9,4%) | Giuseppe Fassardi (7,9%) |                           |
| Vigevano                   | Pietro Modini (25,0%)       | Luisella Cavallini (52,1%)             | Mariano Lombardi (13,3%)     | Mario Gazzaniga (9,6%)   |                           |
| Lodi                       | Ercole Ongaro (24,6%)       | Andrea Gibelli (51,1%)                 | Angelo Pagani (14,7%)        | Stefano Franchi (5,7%)   | Dario Livraghi (3,8%)     |
| Crema                      | Renato Strada (31,1%)       | Emanuele Basile (57,7%)                |                              | Luigi Ferrario (6,2%)    | Mario Verardi (5,0%)      |
| Soresina                   | Virginio Venturelli (24,9%) | Lorenzo Strik Lievers (53,8%)          | Giuseppe Torchio (21,2%)     |                          |                           |
| Cremona                    | Luigi Spedini (28,9%)       | Giacomo Galli (44,8%)                  | Paolo Emiliani (16,2%)       | Giorgio Telò (5,8%)      | Luca Ferrari (4,2%)       |
| Castiglione delle Stiviere | Nanni Rossi (27,2%)         | Uber Anghinoni (51,6%)                 | Ruggero Ruggeri (14,3%)      | Paolo Castagnoli (6,8%)  |                           |
| Mantova                    | Daniele Protti (37,4%)      | Tiziana Parenti (49,0%)                |                              | Giovanni Santoro (8,4%)  | Aldo Pavani (5,1%)        |
| Suzzara                    | Willer Bordon (44,5%)       | Andrea Merlotti (36,1%)                | Mario Beltrami (12,5%)       | Francesco Fatti (6,9%)   |                           |

## Trentino-Alto Adige
| Collegio                      | Candidati                         | Candidati                   | Candidati                   | Candidati                | Candidati                 | Candidati                 | Candidati                      |
| Collegio                      | Progressisti                      | Polo delle Libertà          | Patto per l'Italia          | Alleanza Nazionale       | Südtiroler Volkspartei    | PATT                      | Partito della Legge Naturale   |
| ----------------------------- | --------------------------------- | --------------------------- | --------------------------- | ------------------------ | ------------------------- | ------------------------- | ------------------------------ |
| Bolzano                       | Giovanni Salghetti Drioli (28,9%) | Umberto Montefiori (18,0%)  |                             | Pietro Mitolo (32,1%)    | Elmar Pichler (19,0%)     |                           | Martin Burger (2,0%)           |
| Appiano sulla Strada del Vino | Martin Flatscher (15,4%)          |                             |                             |                          | Siegfried Brugger (84,6%) |                           |                                |
| Merano                        | Franco Bernard (8,2%)             | Alessandro Maestri (10,0%)  |                             | Luigi Montali (7,3%)     | Karl Zeller (72,1%)       |                           | Emanuela Nart Tappeiner (2,3%) |
| Bressanone                    | Alois Niederwolfsgruber (6,9%)    |                             |                             | Marco Bolzonello (7,6%)  | Hans Widmann (83,2%)      |                           | Markus Dietl (2,3%)            |
| Trento                        | Giorgio Tonini (25,3%)            | Elisabetta Bertotti (29,2%) | Lucia Fronza Crepaz (20,8%) | Claudio Taverna (9,3%)   |                           | Fabio Ferrari (14,5%)     | Valter Pizzulli (0,9%)         |
| Rovereto                      | Rita Farinelli (25,9%)            | Sergio Chiesa (32,7%)       | Geremia Gios (20,2%)        | Diego Sender (7,5%)      |                           | Giorgio Gelmetti (13,7%)  |                                |
| Lavis                         | Giuliano Beltrami (19,7%)         | Paolo Odorizzi (31,3%)      | Guido Ghirardini (23,3%)    | Pietro Mencucci (6,1%)   |                           | Piercesare Moreni (19,5%) |                                |
| Pergine Valsugana             |                                   | Rolando Fontan (40,0%)      | Renzo Gubert (25,1%)        | Gustavo Cristiani (6,1%) |                           | Sergio Casagranda (28,0%) |                                |

## Veneto 1
| Collegio                   | Candidati                    | Candidati                      | Candidati                        | Candidati                   | Candidati                     | Candidati                    | Candidati                       |
| Collegio                   | Progressisti                 | Polo delle Libertà             | Patto per l'Italia               | Alleanza Nazionale          | Lega Autonomia Veneta         | Partito della Legge Naturale | Iniziativa Popolare Democratica |
| -------------------------- | ---------------------------- | ------------------------------ | -------------------------------- | --------------------------- | ----------------------------- | ---------------------------- | ------------------------------- |
| Verona Ovest               | Paolo Bertezzolo (23,8%)     | Alfredo Meocci (44,1%)         | Carlo Pelanda (15,2%)            | Dino Tuchtan (10,9%)        | Fernando Bonvicini (4,6%)     | Dosolina Fagnani (1,4%)      |                                 |
| Verona Est                 | Nadir Welponer (22,6%)       | Enzo Flego (38,2%)             | Guariente Guarienti (22,2%)      | Nicola Pasetto (12,7%)      | Massimo Guerra (3,2%)         | Franco Canteri (1,1%)        |                                 |
| Bussolengo                 | Filiberto Semenzin (15,2%)   | Ettore Peretti (51,4%)         | Angelo Peretti (20,9%)           | Michele Bedeschi (10,8%)    |                               | Lucia Montresor (1,6%)       |                                 |
| San Martino Buon Albergo   | Pierpaolo Brugnoli (14,4%)   | Mauro Bonato (47,3%)           | Giovanni Vincenzi (23,1%)        | Dionisio Brunelli (8,5%)    | Gianmarino Battistella (6,0%) | Beniamino Leso (0,6%)        |                                 |
| San Giovanni Lupatoto      | Ida Collu (14,4%)            | Stefano Signorini (57,4%)      | Giuseppe Piubello (21,2%)        |                             |                               |                              | Raffaele Bazzoni (7,0%)         |
| Villafranca di Verona      | Silvia Mostarda (16,1%)      | Antonio Piva (52,7%)           | Moreno Morando (18,3%)           | Giorgio Turrina (9,5%)      |                               |                              | Francesco Messana (3,3%)        |
| Legnago                    | Paolo Andreoli (23,2%)       | Danilo Montanari (46,9%)       | Claudio Valente (19,2%)          | Francesco Salvatore (10,6%) |                               |                              |                                 |
| Vicenza                    | Aurelio Del Rio (22,5%)      | Enrico Hüllweck (48,0%)        | Laura Fincato (15,3%)            | Giorgio Conte (8,6%)        | Adriano Marchetto (5,6%)      |                              |                                 |
| Bassano del Grappa         | Stefano Squarcina (14,0%)    | Antonio Magnabosco (54,4%)     | Giovanni Zen (24,5%)             | Pio Turchetti (7,0%)        |                               |                              |                                 |
| Thiene                     | Bernardo Maculan (15,9%)     | Romano Filippi (57,1%)         | Maria Elisabetta De Toni (21,0%) | Marziano Brazzale (6,0%)    |                               |                              |                                 |
| Arzignano                  | Michele Colasanto (14,6%)    | Alberto Lembo (59,0%)          | Alessandro Brendolan (20,4%)     | Enzo Mazzadi (6,0%)         |                               |                              |                                 |
| Schio                      | Giovanni Battilotti (16,2%)  | Mario Bortoloso (55,6%)        | Oliviero Oboe (22,8%)            | Carlo Manarolla (5,4%)      |                               |                              |                                 |
| Dueville                   | Enrico Grandis (12,6%)       | Antonio Pasinato (57,2%)       | Giuseppe Castaman (21,3%)        | Marcello Spigolon (9,0%)    |                               |                              |                                 |
| Padova - Selvazzano Dentro | Guido Petter (27,5%)         | Emma Bonino (39,5%)            | Elisabetta Gardini (20,6%)       | Franco Perlasca (12,3%)     |                               |                              |                                 |
| Padova Centro Storico      | Giulio Bresciani (28,8%)     | Mariella Mazzetto (42,0%)      | Mario Carenza (18,5%)            | Alvaro Gradella (9,6%)      |                               | Andrea Ambrosino (1,1%)      |                                 |
| Este                       | Sergio Manzato (24,5%)       | Giorgio Vido (38,7%)           | Giovanni Baù (18,6%)             | Andrea Fasolato (9,0%)      | Mauro Fantini (5,2%)          |                              | Gianni Baraldo (4,0%)           |
| Piove di Sacco             | Mario Fiorin (22,8%)         | Vittorio Aliprandi (45,4%)     | Mariano Schiavon (23,4%)         | Carlo Valerio (8,3%)        |                               |                              |                                 |
| Albignasego                | Riccardo Ronchitelli (21,5%) | Riccardo Pedrale (45,4%)       | Armando Gennaro (22,9%)          | Raffaele Zanon (10,1%)      |                               |                              |                                 |
| Cittadella                 | Lucia Zanarella (16,4%)      | Flavio Rodeghiero (53,8%)      | Luigi Finco (23,2%)              | Italo Tassinari (6,6%)      |                               |                              |                                 |
| Vigonza                    | Giulio Masetto (22,6%)       | Peppino Calderisi (48,8%)      | Stefano Berni (19,5%)            | Roberto La Caria (6,8%)     |                               |                              | Pier Giorgio Frasson (2,2%)     |
| Rovigo                     | Alberto Menon (29,7%)        | Vanni Tonizzo (39,2%)          | Vincenzo Milan (19,3%)           | Luca Bellotti (11,8%)       |                               |                              |                                 |
| Adria                      | Giampaolo Schiesaro (33,7%)  | Luca Azzano Cantarutti (39,4%) | Marina Bovolenta (18,2%)         | Luciano Tamburin (8,7%)     |                               |                              |                                 |

## Veneto 2
| Collegio                    | Candidati                 | Candidati                  | Candidati                             | Candidati                         | Candidati                      |
| Collegio                    | Progressisti              | Polo delle Libertà         | Patto per l'Italia                    | Alleanza Nazionale                | Lega Autonomia Veneta          |
| --------------------------- | ------------------------- | -------------------------- | ------------------------------------- | --------------------------------- | ------------------------------ |
| Venezia San Marco           | Ugo Trivellato (36,0%)    | Maurizio Menegon (42,1%)   | Andreina Zitelli (11,4%)              | Giorgio Barbaro (7,1%)            | Riccardo Rabagliati (3,4%)     |
| Venezia - Mestre            | Stefano Boato (35,2%)     | Sandro Trevisanato (40,7%) | Raineri Chinellato (12,4%)            | Paolo Dalla Vecchia (7,9%)        | Gabriella Osetta Mameli (3,8%) |
| Venezia - Mira              | Martino Dorigo (39,1%)    | Michele Devivo (38,6%)     | Anna Maria Giannuzzi Miraglia (11,6%) | Gaetano Ferrieri (5,9%)           | Ivano Militello (4,9%)         |
| Mirano                      | Mario Zolli (27,4%)       | Sante Perticaro (40,7%)    | Luigino Busatto (17,8%)               | Aristide Salvatici (6,2%)         | Mario Rigo (7,9%)              |
| Chioggia                    | Giuseppe Marchese (29,2%) | Giuliano Godino (43,8%)    | Piergiorgio Bighin (15,5%)            | Simonetta Pirredda (6,6%)         | Lucio Gianni (4,9%)            |
| Venezia - San Donà di Piave | Michele Zanetti (22,7%)   | Enrico Cavaliere (51,5%)   | Andrea Sanson (14,6%)                 | Mario Pezzoli (11,2%)             |                                |
| Portogruaro                 | Lucio Strumendo (27,9%)   | Lucio Leonardelli (45,6%)  | Luciano Moretto (18,6%)               | Alessandro Florean (7,9%)         |                                |
| Treviso                     | Giancarlo Zizola (25,9%)  | Mauro Michielon (47,7%)    | Bruno Cescon (16,5%)                  | Paolo Girardi (9,9%)              |                                |
| Vittorio Veneto             | Pierina Dal Cin (18,9%)   | Giovanni Meo Zilio (46,4%) | Lamberto Pillonetto (18,5%)           | Pietro Giorgio Davì (5,6%)        | Renzo Bortolomiol (10,6%)      |
| Castelfranco Veneto         | Nazzareno Bolzon (16,1%)  | Gianpaolo Dozzo (55,4%)    | Mario Frasson (22,8%)                 | Pier Francesco Cappelletto (5,7%) |                                |
| Oderzo                      | Vittorio Tollardo (17,2%) | Giacomo Archiutti (48,7%)  | Gian Mario Bozzo (19,3%)              | Luigi Mei (6,6%)                  | Gianpaolo Bucciol (8,2%)       |
| Conegliano                  | Franco Bentivogli (17,1%) | Franco Rocchetta (50,6%)   | Gaetano Zamboni (16,4%)               | Emanuele Schenardi (6,3%)         | Sergio Roà (9,5%)              |
| Montebelluna                | Lucio De Bortoli (14,7%)  | Flavio Trinca (49,4%)      | Gerardo Zannin (18,9%)                | Maurizio Fabretto (7,1%)          | Luigi Callegari (9,8%)         |
| Belluno                     | Bruna Sartena (17,7%)     | Paolo Bampo (53,0%)        | Marco Perale (18,9%)                  | Guido De Zordo (10,4%)            |                                |
| Feltre                      | Renzo Poloni (21,3%)      | Flavio Devetag (56,7%)     | Giacomo Perenzin (16,3%)              | Vincenzo Gasparini (5,7%)         |                                |

## Friuli - Venezia Giulia
| Collegio              | Candidati                       | Candidati                   | Candidati                     | Candidati                 | Candidati             | Candidati                      | Candidati                         | Candidati |
| Collegio              | Progressisti                    | Polo delle Libertà          | Patto per l'Italia            | Alleanza Nazionale        | Lista Pannella        | Partito della Legge Naturale   | Altri                             |           |
| --------------------- | ------------------------------- | --------------------------- | ----------------------------- | ------------------------- | --------------------- | ------------------------------ | --------------------------------- | --------- |
| Trieste Centro        | Margherita Hack (24,3%)         | Gualberto Niccolini (43,8%) | Fabio Severi (8,3%)           | Roberto Menia (18,0%)     | Marco Gentili (4,4%)  | Marino Zeriali (1,1%)          |                                   |           |
| Trieste - Muggia      | Renato Kneipp (29,9%)           | Antonietta Vascon (39,4%)   | Silvano Magnelli (8,4%)       | Sergio Giacomelli (16,4%) | Paola Sain (4,6%)     | Alessandro Corbatto (1,3%)     |                                   |           |
| Gorizia               | Arturo Bertoli (33,3%)          | Raulle Lovisoni (35,6%)     | Enzo Bevilacqua (18,9%)       | Luigi Coana (12,2%)       |                       |                                |                                   |           |
| Cervignano del Friuli | Mauro Travanut (30,1%)          | Manlio Collavini (45,2%)    | Gianluigi D'Orlandi (15,0%)   | Giorgio Venturini (9,7%)  |                       |                                |                                   |           |
| Udine                 | Guglielmo Spadetto (22,6%)      | Roberto Asquini (42,0%)     | Eugenio Del Piero (16,5%)     | Giancarlo Casula (13,6%)  | Giovanni Cucci (5,4%) |                                |                                   |           |
| Gemona del Friuli     | Franceschino Barazzutti (23,1%) | Carlo Sticotti (48,5%)      | Virgilio Disetti (14,8%)      | Ernesto Pezzetta (11,8%)  |                       |                                | Roberto Toffolo (La Gente) (1,7%) |           |
| Codroipo              | Federico Rossi (17,9%)          | Paolo Molinaro (49,2%)      | Pietro Pittaro (21,4%)        | Marzio Giau (11,6%)       |                       |                                |                                   |           |
| Cividale del Friuli   | Lorenza Beltramini (16,9%)      | Francesco Stroili (51,0%)   | Danilo Bertoli (21,4%)        | Sergio Silvestri (10,6%)  |                       |                                |                                   |           |
| Sacile                | Paolo Brugnacca (19,8%)         | Fiordelisa Cartelli (54,0%) | Daniele Bacchet (15,3%)       | Manlio Contento (9,3%)    |                       | Gloriana Dalmazi Perosa (1,5%) |                                   |           |
| Pordenone             | Francesco Durante (22,8%)       | Edouard Ballaman (47,8%)    | Maria Grazia Girolami (15,3%) | Gastone Parigi (12,6%)    |                       | Ilario Pontel (1,4%)           |                                   |           |

## Liguria
| Collegio                | Candidati                         | Candidati                   | Candidati                  | Candidati                          | Candidati                | Candidati                                 |
| Collegio                | Progressisti                      | Polo delle Libertà          | Patto per l'Italia         | Alleanza Nazionale                 | Lista Pannella           | Altri                                     |
| ----------------------- | --------------------------------- | --------------------------- | -------------------------- | ---------------------------------- | ------------------------ | ----------------------------------------- |
| Sanremo                 | Lucia Corna (22,2%)               | Sonia Viale (52,7%)         | Lorenzo Acquarone (13,0%)  | Francesco Castagnino (12,0%)       |                          |                                           |
| Imperia                 | Giovanni Gandolfo (26,3%)         | Fede Latronico (46,6%)      | Eugenio Rambaldi (12,9%)   | Roberta Garibaldi Scaglione (9,1%) | Paola Iachini (5,1%)     |                                           |
| Albenga                 | Enrico Rembado (28,2%)            | Enrico Paolo Nan (49,6%)    | Pietro Cassullo (13,5%)    | Salvatore Spataro (8,7%)           |                          |                                           |
| Savona                  | Michele Del Gaudio (39,3%)        | Cristoforo Canavese (35,1%) | Cesare Donini (12,8%)      | Mauro Ghione (7,1%)                | Carlo Rebagliati (5,7%)  |                                           |
| Genova - Varazze        | Giuliano Boffardi (45,4%)         | Pasquale Ottonello (33,0%)  | Alessandro Repetto (14,5%) | Silvano Battini (7,1%)             |                          |                                           |
| Genova - Sestri Ponente | Roberto Di Rosa (50,9%)           | Enzo Bottesini (29,9%)      | Giuseppe Bonzani (10,8%)   | Giovanni Bernabò Brea (7,1%)       |                          | Giovanni D'Agostino (Rinnovamento) (1,2%) |
| Genova - Campomorone    | Lino De Benetti (49,5%)           | Ivano Martini (30,6%)       | Luigi Pitto (12,1%)        | Gaetano Fenu (7,7%)                |                          |                                           |
| Genova - San Fruttuoso  | Elisabetta Degl'Innocenti (30,5%) | Sergio Castellaneta (39,3%) | Giovanni Calcagno (14,1%)  | Michele Giovannelli (9,5%)         | Paolo Villaggio (6,5%)   |                                           |
| Genova Parenzo          | Giuseppe Pericu (42,8%)           | Filippo Capozio (33,8%)     | Giuliano Silghieri (9,3%)  | Pietro Catanoso (8,3%)             | Carlo Angelino (5,9%)    |                                           |
| Genova - Nervi          | Enrico Maura (29,7%)              | Alfredo Biondi (43,6%)      | Giovanni Calisi (12,0%)    | Giorgio Tomellini (10,2%)          | Nicolò Balistreri (4,6%) |                                           |
| Rapallo                 | Silvio Ferrari (33,2%)            | Giuseppe Dallara (42,3%)    | Alessandro Leto (15,2%)    | Elio Bertello (9,3%)               |                          |                                           |
| Chiavari                | Marco Bertonati (27,3%)           | Maurizio Balocchi (35,7%)   | Gabriella Mondello (28,6%) | Federico Mallucci (8,3%)           |                          |                                           |
| Sarzana                 | Marida Bolognesi (47,0%)          | Barbara Barnabò (28,0%)     | Alessandro Capetta (16,5%) | Fabio Greco (8,5%)                 |                          |                                           |
| La Spezia               | Giorgio Bogi (44,2%)              | Gio Batta Cerruti (29,3%)   | Renzo Tonelli (16,4%)      | Carlo Biggini (10,0%)              |                          |                                           |

## Emilia-Romagna
| Collegio                          | Candidati                    | Candidati                        | Candidati                     | Candidati                  | Candidati                    | Candidati                               |
| Collegio                          | Progressisti                 | Polo delle Libertà               | Patto per l'Italia            | Alleanza Nazionale         | Lista Pannella               | Altri                                   |
| --------------------------------- | ---------------------------- | -------------------------------- | ----------------------------- | -------------------------- | ---------------------------- | --------------------------------------- |
| Rimini - Santarcangelo di Romagna | Ennio Grassi (43,7%)         | Marco Lombardi (27,3%)           | Giorgio Mosconi (14,7%)       | Francesco Barletta (10,1%) | Werher Casali (4,3%)         |                                         |
| Rimini - Riccione                 | Gianni Mattioli (48,8%)      | Marina Maggioli (24,8%)          | Pietro Pasini (14,8%)         | Giancarlo Barnabè (11,5%)  |                              |                                         |
| Forlì                             | Nadia Masini (49,4%)         | Adolfo Fabiani (23,0%)           | Luigi Ascanio (14,7%)         | Gastone Proli (9,4%)       | Francesco Laruccia (3,5%)    |                                         |
| Cesena                            | Giuseppe Ayala (50,5%)       | Maria Diletta Patrignani (18,6%) | Piero Gallina (24,3%)         | Guerrino Fiuzzi (6,6%)     |                              |                                         |
| Savignano sul Rubicone            | Denis Ugolini (47,1%)        | Giuseppe Mioni (22,8%)           | Roberto Pinza (20,0%)         | Rotilio Biserna (10,1%)    |                              |                                         |
| Ravenna - Cervia                  | Giordano Angelini (49,4%)    | Filippo Donati (24,6%)           | Mauro Fantini (15,3%)         | Severo Bignami (6,7%)      | Andrea Tuchetto (4,0%)       |                                         |
| Faenza                            | Valter Bielli (43,6%)        | Corrado Metri (25,2%)            | Gianluigi Spada (21,1%)       | Bruno Cantagalli (6,2%)    | Maria Teresa Ravaioli (3,8%) |                                         |
| Ravenna - Lugo di Romagna         | Davide Visani (61,0%)        | Rizieri Fuzzi (19,9%)            | Carlo Corelli (14,2%)         | Vittorio Corallo (4,9%)    |                              |                                         |
| Ferrara - Via Bologna             | Luciano Galliani (49,1%)     | Alberto Benazzi (24,7%)          | Rita Tagliati (9,3%)          | Alberto Balboni (12,3%)    | Mario Zamorani (4,6%)        |                                         |
| Comacchio                         | Alfredo Zagatti (45,9%)      | Giorgio Dragotto (33,0%)         | Andrea Trevisani (12,1%)      | Iginio Ferroni (9,0%)      |                              |                                         |
| Ferrara - Cento                   | Giuseppe Albertini (48,1%)   | Gian Luca Fantoni (31,0%)        | Vito Vernotico (11,0%)        | Guido Menarini (9,9%)      |                              |                                         |
| Bologna - Mazzini                 | Giovanna Grignaffini (47,1%) | Giovanni Tamburini (27,3%)       | Marco Masi (14,1%)            | Natalino Pancaldi (11,6%)  |                              |                                         |
| Bologna - San Donato              | Paolo Galletti (52,5%)       |                                  | Pietro Maiardi (14,6%)        | Stefano Morselli (24,8%)   | Giovanni Vitale (8,1%)       |                                         |
| Bologna - Borgo Panigale          | Achille Occhetto (59,8%)     | Pier Ferdinando Casini (20,2%)   | Maria Gualandi (8,0%)         | Mino Ruocco (8,3%)         | Oliviero Toscani (3,6%)      |                                         |
| Imola                             | Bruno Solaroli (55,3%)       | Morris Buccelli (20,3%)          | Raffaele Benni (13,2%)        | Enrico Gurioli (7,7%)      | Dario Zanotti (3,5%)         |                                         |
| Bologna - Pianoro                 | Daria Bonfietti (48,0%)      | Claudio Landi (27,2%)            | Vittorio Prodi (13,6%)        | Marcello Bignami (11,2%)   |                              |                                         |
| Casalecchio di Reno               | Ugo Boghetta (57,4%)         | Alessandro Drudi (24,3%)         | Emanuele Burgin (9,7%)        | Claudia Rubini (8,6%)      |                              |                                         |
| San Giovanni in Persiceto         | Mauro Zani (55,5%)           | Luciano Baccilieri (23,4%)       | Gianluigi Mazzoni (12,7%)     | Gianni Correggiari (8,3%)  |                              |                                         |
| San Lazzaro di Savena             | Ottaviano Del Turco (52,2%)  | Marco Sansoni (24,2%)            | Leonardo Draghetti (10,2%)    | Marco Mainardi (9,8%)      |                              | Andrea Gabusi (Socialdemocrazia) (3,5%) |
| Modena Centro                     | Alfonsina Rinaldi (50,6%)    | Stefano Prampolini (26,1%)       | Stefania Tullo (11,3%)        | Enrico Aimi (8,0%)         | Giovanni Selmi (4,0%)        |                                         |
| Mirandola                         | Luciano Guerzoni (54,9%)     | Carlo Giovanardi (26,3%)         | Marco Paolini (12,8%)         | Giorgio Bigarelli (6,1%)   |                              |                                         |
| Vignola                           | Paola Manzini (46,9%)        | Marco Cortelloni (26,7%)         | Domenico Guigli (14,8%)       | Gianpaolo Verna (7,7%)     | Silvio Serafini (3,8%)       |                                         |
| Modena - Sassuolo                 | Franco Danieli (46,7%)       | Isabella Bertolini (29,0%)       | Alberto Della Fontana (16,9%) | Francesco Farina (7,4%)    |                              |                                         |
| Carpi                             | Sauro Turroni (60,0%)        | Guido Guaitoli (22,2%)           | Marios Diamantidis (12,5%)    | Ferdinando Ferretti (5,4%) |                              |                                         |
| Reggio Emilia                     | Antonio Soda (52,9%)         | Cesare Ghinelli (21,3%)          | Annamaria Marzi (15,5%)       | Marco Eboli (6,9%)         | Stella Borghi (3,4%)         |                                         |
| Guastalla                         | Elena Montecchi (57,8%)      | Pier Ruggero Franzoia (26,2%)    | Albertina Soliani (15,9%)     |                            |                              |                                         |
| Scandiano                         | Adriano Vignali (52,2%)      | Imer Franco Ghidoni (23,4%)      | Davide Dazzi (18,6%)          | Cesare Gigli (5,8%)        |                              |                                         |
| Parma Centro                      | Rocco Caccavari (41,2%)      | Fabio Dosi (34,5%)               | Giuseppe Iotti (12,6%)        | Manlio Molinari (7,8%)     | Gustavo Marchesi (3,9%)      |                                         |
| Parma - Collecchio                | Vito Fumagalli (39,0%)       | Giuseppe Monici (36,1%)          | Giorgio Campanini (16,0%)     | Davide Mora (8,9%)         |                              |                                         |
| Fidenza                           | Renato Albertini (38,3%)     | Paola Martinelli (39,0%)         | Lino Rizzi (13,6%)            | Massimo De Matteis (9,2%)  |                              |                                         |
| Piacenza                          | Pier Angelo Bertoli (27,8%)  | Pierluigi Petrini (40,8%)        | Riccardo Biella (12,7%)       | Carlo Tassi (14,5%)        | Cristiano Grandi (4,2%)      |                                         |
| Fiorenzuola d'Arda                | Maurizio Migliavacca (29,7%) | Emanuela Cabrini (43,6%)         | Pietro Messori (13,8%)        | Lino Girometta (12,9%)     |                              |                                         |

## Toscana
| Collegio                      | Candidati                           | Candidati                            | Candidati                          | Candidati                    | Candidati                 | Candidati |
| Collegio                      | Progressisti                        | Polo delle Libertà                   | Patto per l'Italia                 | Alleanza Nazionale           | Lista Pannella            | Altri |
| ----------------------------- | ----------------------------------- | ------------------------------------ | ---------------------------------- | ---------------------------- | ------------------------- | --- |
| Firenze 1                     | Luigi Berlinguer (42,0%)            | Umberto Cecchi (23,7%)               | Alberto Tirelli (16,5%)            | Marco Cellai (14,1%)         | Arnaldo Melloni (3,6%)    | |
| Firenze 2                     | Sandra Bonsanti (53,4%)             | Tina Lagostena Bassi (19,9%)         | Fiordalisa Bozzetti Draghi (12,5%) | Giuseppe Cancemi (10,1%)     | Matteo Mallardi (4,0%)    | |
| Firenze 3                     | Valdo Spini (51,4%)                 | Sergio Ottino (19,6%)                | Rodolfo Doni (12,9%)               | Enrico Bosi (11,9%)          | Vincenzo Donvito (3,7%)   | Giovanni Fittante (Rinnovamento) (0,5%)                                                                                            |
| Scandicci                     | Armando Cossutta (56,2%)            | Alessandro Corsinovi (18,0%)         | Giuseppe Matulli (13,2%)           | Piergiuseppe Massai (8,3%)   | Paolo Vannini (4,2%)      | |
| Sesto Fiorentino              | Pino Arlacchi (62,0%)               |                                      | Denis Verdini (16,6%)              | Giampietro Ramponi (14,8%)   | Sergio Gatteschi (6,6%)   | |
| Firenze - Pontassieve         | Francesca Chiavacci (57,4%)         | Andrea Torti (17,4%)                 | Angelo Passaleva (16,7%)           | Giuseppe Cipriani (8,4%)     |                           | |
| Empoli                        | Vassili Campatelli (64,3%)          | Pietro Pozzolini (16,8%)             | Daniele Neri (11,0%)               | Maurizio Rossi (7,9%)        |                           | |
| Bagno a Ripoli                | Leonardo Domenici (56,1%)           | Enrico Stumpo (17,3%)                | Federico Scianò (14,9%)            | Ovidio Montecchi (8,5%)      | Franco Aste (3,2%)        | |
| Prato - Montemurlo            | Mauro Vannoni (52,2%)               | Stefano Solari (23,8%)               | Riccardo Becheri (12,7%)           | Mario Vitiello (11,3%)       |                           | |
| Prato - Carmignano            | Silvano Gori (47,8%)                | Alessandro Gori (25,0%)              | Carlo Carlesi (14,7%)              | Patrizio Giugni (12,5%)      |                           | |
| Pistoia                       | Renzo Innocenti (48,7%)             | Antonio Principato (23,2%)           | Beppino Montalti (15,9%)           | Valeriano Belliti (12,2%)    |                           | |
| Montecatini Terme             | Galileo Guidi (47,5%)               | Stefano Costa Reghini Simoni (24,7%) | Paolo Saba (12,9%)                 | Alessandro Giorgetti (14,9%) |                           | |
| Montevarchi                   | Sergio Garavini (50,4%)             | Roberto Nascosti (18,5%)             | Paolo Nepi (20,2%)                 | Pier Luigi Peruzzi (10,9%)   |                           | |
| Arezzo                        | Vasco Giannotti (42,0%)             | Gianni Cantaloni (22,5%)             | Albano Bragagni (18,9%)            | Gherardo Grandi (13,4%)      | Luigi Armandi (3,9%)      | |
| Cortona                       | Enrico Boselli (54,3%)              | Paola Bombieri (17,7%)               | Alberto Pinzuti (12,5%)            | Enzo Dell'Avo (12,2%)        | Sandra Neri (3,2%)        | |
| Siena                         | Fabrizio Vigni (54,3%)              | Antonio Cottini (18,3%)              | Mario Becattelli (14,0%)           | Amedeo Monfardini (9,7%)     | Mario Ascheri (3,8%)      | |
| Pontedera                     | Giovanni Brunale (51,8%)            | Domenico Pandolfi (17,5%)            | Marco Pasquinucci (15,1%)          | Franco Valleggi (15,5%)      |                           | |
| Massa Marittima               | Flavio Tattarini (58,4%)            |                                      | Paolo Rappuoli (16,3%)             | Sergio Monaci (18,8%)        | Massimo Emiliani (6,5%)   | |
| Grosseto                      | Vincenzo Viviani (36,6%)            | Giulio Borgia (27,3%)                | Hubert Corsi (12,7%)               | Franco Mugnai (19,1%)        | Antonio Schiaretti (3,7%) | Sabrina Diacciati (Rinnovamento) (0,6%)                                                                                            |
| Carrara                       | Riccardo Canesi (35,0%)             | Stefano Tomè (19,3%)                 | Franco Bedini (7,5%)               | Elena Del Nero (7,7%)        |                           | Enrico Ferri (Socialdemocrazia) (23,7%) Paolo Baldini (Partito per la Libertà) (5,6%) Lorenzo Gestri (Rinascita Socialista) (1,1%) |
| Massa                         | Fabio Evangelisti (40,2%)           | Riccardo Fragassi (25,6%)            | Cesare Ugolotti (15,8%)            | Nicola Silvestri (14,2%)     | Carlo Del Nero (4,1%)     | |
| Viareggio                     | Carlo Carli (39,6%)                 | Giuseppe Peri (30,2%)                | Massimo Baldini (16,1%)            | Marco Marchi (14,2%)         |                           | |
| Lucca                         | Domenico Maselli (30,7%)            | Gianmarco Mancini (28,1%)            | Agnese Garibaldi (19,2%)           | Enrico Grabau (16,6%)        | Massimo Bulckaen (5,4%)   | |
| Pisa                          | Mauro Paissan (50,0%)               | Patrizia Paoletti Tangheroni (22,1%) | Enrico Letta (13,2%)               | Virgilio Luvisotti (14,7%)   |                           | |
| Capannori                     | Rosanna Moroni (27,4%)              | Antonio Tognarelli (23,8%)           | Piero Leonardo Andreucci (18,9%)   | Mario Pellegrinetti (11,6%)  | Marco Lorenzetti (4,1%)   | Andrea Marcucci (Insieme per lo Sviluppo) (14,2%)                                                                                  |
| Cascina                       | Maria Gloria Bracci Marinai (53,6%) | Alberto Barsotti (21,7%)             | Michele Parenti (12,9%)            | Sauro Sartini (11,8%)        |                           | |
| Livorno - Collesalvetti       | Roberto Paggini (59,7%)             | Bruno Crocchi (18,5%)                | Attilio Favilla (10,3%)            | Fabio Squarcini (11,5%)      |                           | |
| Livorno - Rosignano Marittimo | Anna Maria Biricotti (58,4%)        | Roberto Biasci (18,1%)               | Lorenzo Di Cosimo (9,8%)           | Altero Matteoli (13,9%)      |                           | |
| Piombino                      | Fabio Mussi (52,5%)                 | Paolo Costantino (22,6%)             | Giovanni Grassi (9,5%)             | Leandro Paladini (11,2%)     | Francesco Piga (4,1%)     | |

## Umbria
| Perugia Centro    | Fabrizio Bracco (46,9%)       | Massimo Porena (38,0%)               | Fabio Dean (15,1%)        |
| Perugia - Todi    | Ferdinando Adornato (49,0%)   | Franco Battistelli (35,7%)           | Giorgio Casoli (15,3%)    |
| Città di Castello | Mauro Agostini (55,9%)        | Crispoldo Pesciarelli (31,7%)        | Leonardo Becciu (12,5%)   |
| Gubbio            | Walter Veltroni (48,1%)       | Francesca Caccinelli (35,2%)         | Marcello Piccini (16,6%)  |
| Foligno           | Maria Rita Lorenzetti (43,0%) | Domenico Benedetti Valentini (38,1%) | Denio D'Ingecco (18,9%)   |
| Terni             | Paolo Raffaelli (47,5%)       | Francesco Renzetti (38,9%)           | Massimo Scura (13,6%)     |
| Orvieto           | Giuseppe Giulietti (47,9%)    | Riccardo Pongelli (34,9%)            | Antonino Campagna (17,2%) |

## Marche
| Ascoli Piceno            | Giovanni Ferrante (35,1%) | Pietropaolo Tommaso (19,0%)    | Maurizio Ramazzotti (21,4%) | Giulio Conti (24,3%)             |
| San Benedetto del Tronto | Italo Cocci (38,6%)       | Giancarlo Olivieri (22,9%)     | Franco Paoletti (17,6%)     | Enrico Paracciani (21,0%)        |
| Fermo                    | Fabrizio Cesetti (41,0%)  | Antonio Guidi (25,3%)          | Marco Tomassini (12,8%)     | Franca Romagnoli (21,0%)         |
| Macerata                 | Valerio Calzolaio (36,8%) |                                | Francesco Massi (35,1%)     | Luciano Magnalbò (28,1%)         |
| Civitanova Marche        | Paola Mariani (36,9%)     | Stefano Clementoni (24,5%)     | Antonio Rosali (20,4%)      | Ugo Sabatucci (18,2%)            |
| Osimo                    | Luigi Giacco (34,4%)      | Vittorio Sgarbi (25,6%)        | Emanuela Branchesi (24,0%)  | Leonardo Fabrizi (16,0%)         |
| Ancona                   | Eugenio Duca (49,6%)      |                                | Tommaso Mancia (27,8%)      | Sergio Novelli (22,5%)           |
| Jesi                     | Primo Galdelli (46,1%)    | Luigi Rossi (19,3%)            | Sonia Ruggeri (21,4%)       | Benito Pasquarella (13,1%)       |
| Senigallia               | Luciana Sbarbati (49,2%)  | Marco Grandi (19,4%)           | Luciano Verzolini (17,5%)   | Claudio Crivellini (13,8%)       |
| Pesaro                   | Vittorio Emiliani (48,2%) | Francesca Pagani Rizzi (20,2%) | Stefano Bastianoni (20,2%)  | Maria Michelina Marsilii (11,4%) |
| Urbino                   | Maria Lenti (48,6%)       | Giuseppe Villa (18,6%)         | Giorgio Girelli (21,6%)     | Benito Montanari (11,2%)         |
| Fano                     | Palmiro Ucchielli (44,0%) | Giuseppe De Leo (20,1%)        | Vittoriano Solazzi (20,7%)  | Alfonso Pagnoni (15,1%)          |

## Lazio 1
| Collegio                   | Candidati                                | Candidati                  | Candidati                     | Candidati                | Candidati |
| Collegio                   | Progressisti                             | Polo del Buon Governo      | Patto per l'Italia            | Lista Pannella           | Altri |
| -------------------------- | ---------------------------------------- | -------------------------- | ----------------------------- | ------------------------ | --- |
| Roma Centro                | Luigi Spaventa (40,1%)                   | Silvio Berlusconi (46,3%)  | Alberto Michelini (12,8%)     |                          | Mirella Cece (Movimento Europeo Liberal Cristiano) (0,8%)                                                         |
| Roma Trieste               | Carole Beebe Tarantelli (31,9%)          | Publio Fiori (51,6%)       | Anna Ceccatelli (12,2%)       | Alessandro Onofri (4,3%) | |
| Roma Val Melaina           | Chiara Ingrao (38,3%)                    | Fabrizio Sacerdoti (44,1%) | Domenico Gallucci (9,4%)      | Carlo Francese (3,9%)    | Stefano Hani (Verdi Federalisti) (4,3%)                                                                           |
| Roma Monte Sacro           | Paolo Cento (38,0%)                      | Fabrizio Del Noce (49,4%)  | Pietro Adonnino (12,6%)       |                          | |
| Roma Pietralata            | Famiano Crucianelli (46,0%)              | Giovanni Mealli (54,0%)    |                               |                          | |
| Roma Prenestino-Labicano   | Massimo Scalia (62,0%)                   |                            | Paolo Di Giovan (38,0%)       |                          | |
| Roma Collatino             | Vincenzo Visco (49,7%)                   | Antonio Mazzocchi (50,3%)  |                               |                          | |
| Roma Torre Angela          | Carlo Leoni (38,9%)                      | Pietro Di Muccio (51,3%)   | Giuseppe Mannino (7,0%)       |                          | Marco Patrizii (Movimento Autonomo di Solidarietà e Democrazia) (1,3%) Ernesto Connestari (Vivere Insieme) (1,5%) |
| Roma Prenestino-Centocelle | Goffredo Bettini (42,7%)                 | Stefano Gaggioli (45,0%)   | Alberto Sabatini (9,2%)       |                          | Claudio Monzio Compagnoni (Movimento Autonomo di Solidarietà e Democrazia) (3,1%)                                 |
| Roma Tuscolano             | Maria Luisa Boccia (40,9%)               | Gustavo Selva (47,3%)      | Alessandro Diotallevi (11,8%) |                          | |
| Roma Don Bosco             | Augusto Battaglia (44,2%)                | Onorio Carlesimo (45,7%)   | Domenico Volpini (10,2%)      |                          | |
| Roma - Ciampino            | Laura Rozza Giuntella (40,5%)            | Maurizio Gasparri (50,4%)  | Sante massimo Trabalza (9,1%) |                          | |
| Roma Appio-Latino          | Paola Gaiotti De Biase (38,4%)           | Domenico Gramazio (48,1%)  | Massimo Libertini (12,5%)     |                          | Antonio Merola (Movimento Europeo Liberal Cristiano) (1,0%)                                                       |
| Roma Ardeatino             | Giovanni Hermanin De Reichenfeld (38,8%) | Luciano Ciocchetti (47,5%) | Luca Borgomeo (13,7%)         |                          | |
| Roma Ostiense              | Roberto Villetti (45,0%)                 | Luigi Muratori (55,0%)     |                               |                          | |
| Roma Lido di Ostia         | Angelo Bonelli (40,4%)                   | Teodoro Buontempo (52,0%)  | Alberto Petrosellini (7,6%)   |                          | |
| Roma - Fiumicino           | Francesco Speranza (36,7%)               | Mario Baccini (53,5%)      | Ettore Viola (9,8%)           |                          | |
| Roma Portuense             | Giovanna Melandri (45,2%)                | Antonio De Filippi (44,3%) | Claudio Ricozzi (9,7%)        |                          | Sergio Viglione (Movimento Europeo Liberal Cristiano) (0,8%)                                                      |
| Roma Zona Sub Gianicolense | Giuseppe Ignesti (36,9%)                 | Gianni Alemanno (46,8%)    | Paolo Barelli (11,6%)         | Alberto Antinori (4,6%)  | |
| Roma Gianicolense          | Athos De Luca (41,3%)                    | Maurizio Bertucci (43,3%)  | Silvia Costa (15,4%)          |                          | |
| Roma Trionfale             | Enrico Modigliani (36,5%)                | Francesco Storace (49,8%)  | Marco Ravaglioli (13,7%)      |                          | |
| Roma Tomba di Nerone       | Giovanni Battista Sgritta (38,5%)        | Enzo Savarese (59,4%)      |                               |                          | Riccardo Scarcelli (Movimento Europeo Liberal Cristiano) (2,1%)                                                   |
| Roma Primavalle            | Carmine Fotia (41,3%)                    | Adolfo Urso (47,6%)        | Giacomo Valeriani (11,1%)     |                          | |
| Roma Della Vittoria        | Eduardo Missoni (30,5%)                  | Gianfranco Fini (51,8%)    | Costanza Pera (10,8%)         | Marco Pannella (6,9%)    | |
| Civitavecchia              | Alfredo Carlo Moro (36,2%)               | Paolo Becchetti (52,2%)    | Pietro Pierantozzi (11,7%)    |                          | |
| Monterotondo               | Angelo Fredda (39,0%)                    | Riccardo Calleri (46,4%)   | Ercole Turchi (13,4%)         |                          | Vincenzo Franzè (Movimento Europeo Liberal Cristiano) (1,2%)                                                      |
| Guidonia Montecelio        | Mario Cioni (35,1%)                      | Vittorio Messa (46,5%)     | Armando Marino (11,2%)        | Antonio Landolfi (7,2%)  | |
| Tivoli                     | Enzo Ceremigna (36,7%)                   | Andrea Agnaletti (45,3%)   | Ernesto Stajano (18,0%)       |                          | |
| Colleferro                 | Renzo Carella (39,5%)                    | Ugo Cecconi (43,6%)        | Giovanni Bernardini (16,9%)   |                          | |
| Marino                     | Giorgio Benvenuto (39,1%)                | Mario Masini (44,3%)       | Camillo Aldobrandini (16,7%)  |                          | |
| Velletri                   | Aldo Settimi (40,5%)                     | Ovidio Chiappa (39,1%)     | Emilio Baccarini (12,8%)      |                          | Romolo Cioci (Alleanza per i Castelli) (7,6%)                                                                     |
| Pomezia                    | Rosa Alba (31,3%)                        | Michele Caccavale (53,7%)  | Giorgio Pasetto (13,9%)       |                          | Carmela Fornasiere Del Prete (Alleanza per i Castelli) (1,1%)                                                     |

## Lazio 2
| Collegio  | Candidati                    | Candidati                       | Candidati                               | Candidati                   | Candidati                       |
| Collegio  | Progressisti                 | Polo del Buon Governo           | Patto per l'Italia                      | Lista Pannella              | Movimento Cristiano Democratico |
| --------- | ---------------------------- | ------------------------------- | --------------------------------------- | --------------------------- | ------------------------------- |
| Viterbo   | Antonio Capaldi (35,8%)      | Nicola Parenti (46,7%)          | Gian Tommaso Scarascia Mugnozza (13,9%) | Franco Grattarola (3,7%)    |                                 |
| Tarquinia | Lucio Manisco (34,9%)        | Giuseppe Lazzarini (50,8%)      | Luisa La Malfa (14,2%)                  |                             |                                 |
| Rieti     | Andrea Ferroni (35,4%)       | Guglielmo Rositani (49,5%)      | Sandro Salvati (15,1%)                  |                             |                                 |
| Frosinone | Francesco De Angelis (31,1%) | Riccardo Mastrangeli (42,8%)    | Gian Franco Schietroma (21,8%)          | Alessandro Crescenzi (4,2%) |                                 |
| Alatri    | Giuseppe Alveti (35,5%)      | Oreste Tofani (47,8%)           | Giacinto Minnocci (13,1%)               | Alfredo Pistolesi (3,8%)    |                                 |
| Sora      | Luigi Gulia (30,8%)          | Flavio Tanzilli (44,8%)         | Onofrio Evangelisti (19,4%)             | Lucio Marziale (4,9%)       |                                 |
| Cassino   | Giovanni Ferraccioli (24,7%) | Modesto Della Rosa (47,7%)      | Francesco De Rosa (16,7%)               | Attilio Perna (5,5%)        | Tullio Di Zazzo (5,3%)          |
| Latina    | Diego Giliberti (21,8%)      | Vincenzo Zaccheo (64,6%)        | Renato Urban (9,4%)                     |                             | Alberto Spelta (4,2%)           |
| Aprilia   | Domenico Di Resta (33,4%)    | Vincenzo Bianchi (47,5%)        | Giorgio Carra (14,6%)                   | Umberto Tacconi (4,5%)      |                                 |
| Terracina | Paolo Di Cicco (22,9%)       | Maria Burani Procaccini (53,8%) | Fabrizio Abbate (13,1%)                 |                             | Giuseppe Addessi (10,2%)        |
| Formia    | Ugo Rivera (32,6%)           | Gianfranco Conte (41,6%)        | Clemente Carta (25,8%)                  |                             |                                 |

## Abruzzo
| Collegio     | Candidati                         | Candidati                        | Candidati                   | Candidati                      | Candidati                  | Candidati                                                       |
| Collegio     | Progressisti                      | Forza Italia - CCD - UdC         | Patto per l'Italia          | Alleanza Nazionale             | Alleanza Municipalità      | Altri                                                           |
| ------------ | --------------------------------- | -------------------------------- | --------------------------- | ------------------------------ | -------------------------- | --------------------------------------------------------------- |
| L'Aquila     | Francesco Aloisio (33,2%)         | Alfonso Vicentini (17,4%)        | Giorgio Castellani (19,1%)  | Berardino Ciucci (23,9%)       | Gaudenzio Leonardis (6,4%) |                                                                 |
| Avezzano     | Corrado Paoloni (29,1%)           | Ezio Felli (23,4%)               | Ferdinando Margutti (18,6%) | Francesco Sciarretta (23,7%)   | Andrea Favoriti (5,2%)     |                                                                 |
| Sulmona      | Alberto La Volpe (30,4%)          | Nunzio Merolli (20,3%)           | Paolo Santarelli (21,9%)    | Luigi Altamura (19,7%)         |                            | Domenico Susi (Socialisti Liberali Democratici Popolari) (7,7%) |
| Teramo       | Serafino Pulcini (34,2%)          | Walter Mazzitti (24,8%)          | Lino Nisii (23,6%)          | Marcello Cocciolito (17,4%)    |                            |                                                                 |
| Giulianova   | Franco Gerardini (40,9%)          | Stefania Pepe (23,1%)            | Giancarlo Cameli (14,1%)    | Ottavio Di Bonaventura (20,4%) | Guerino Scarpone (1,5%)    |                                                                 |
| Chieti       | Nicola Melideo (31,3%)            | Enrico Rispoli (23,3%)           | Renzo Gaglione (13,5%)      | Giovanni Pace (31,9%)          |                            |                                                                 |
| Lanciano     | Giuseppe Di Lello Finuoli (34,5%) | Enrico Di Giuseppantonio (24,6%) | Giovanni Polidoro (13,9%)   | Nicola Sisti (27,0%)           |                            |                                                                 |
| Ortona       | Franco Corleone (33,2%)           | Marcello Balucani (21,6%)        | Giovanni Palmerio (18,2%)   | Gianfrancesco Puletti (23,5%)  |                            | Remo Di Martino (Insieme per Cambiare) (3,5%)                   |
| Vasto        | Giovanni Di Fonzo (34,2%)         | Giuseppe Giangiacomo (15,3%)     | Raffaele Valori (17,7%)     | Massimo Desiati (32,8%)        |                            |                                                                 |
| Pescara      | Miriam Mafai (32,7%)              | Lucio Zazzara (23,7%)            | Giovanni Di Biase (16,8%)   | Nino Sospiri (25,4%)           |                            | Giovanni Lauro (Abruzzo Liberalsocialista) (1,8%)               |
| Montesilvano | Antonio Saia (34,7%)              | Domenico De Massis (25,9%)       | Nicola Gioffrè (13,9%)      | Giorgio D'Amico (20,9%)        |                            | Romano Scarfagna (Liberali) (4,7%)                              |

## Molise
| Collegio   | Candidati                   | Candidati                 | Candidati                 | Candidati                    | Candidati                 | Candidati                     | Candidati                       | Candidati                 | Candidati             |
| Collegio   | Progressisti                | Polo del Buon Governo     | Patto per l'Italia        | Centro Cristiano Democratico | Socialdemocrazia          | Partito Popolare Progressista | Movimento Cattolico Democratico | Uniti per l'Italia Molise | Rinnovamento          |
| ---------- | --------------------------- | ------------------------- | ------------------------- | ---------------------------- | ------------------------- | ----------------------------- | ------------------------------- | ------------------------- | --------------------- |
| Isernia    | Vincenzo Di Giacomo (31,4%) | Eugenio Riccio (36,2%)    | Giuseppe Laurelli (16,9%) | Paolo Nuvoli (11,0%)         | Sergio Sammartino (2,5%)  | Umberto Bevacqua (1,9%)       |                                 |                           |                       |
| Campobasso | Augusto Massa (25,2%)       | Cesare Cefaratti (27,3%)  | Giuseppe Montalto (9,7%)  |                              | Angelino Sollazzo (10,0%) | Gianpaolo Melillo (5,7%)      | Luigi Di Bartolomeo (11,8%)     | Vittorio Rizzi (8,7%)     | Luigi Di Marzo (1,6%) |
| Termoli    | Giovanni Di Stasi (37,5%)   | Quintino Pallante (33,8%) | Antonio Del Torto (16,1%) | Tilde Bartolini Crema (5,5%) | Giuseppe Sammarone (3,3%) | Costanzo Ceffaratti (3,8%)    |                                 |                           |                       |

## Campania 1
| Collegio                | Candidati                        | Candidati                    | Candidati                        | Candidati                     | Candidati                   | Candidati                   | Candidati                                                                                          |
| Collegio                | Progressisti                     | Polo del Buon Governo        | Patto per l'Italia               | Unione Cristiani e Riformisti | Lista Pannella              | Programma Italia            | Altri                                                                                              |
| ----------------------- | -------------------------------- | ---------------------------- | -------------------------------- | ----------------------------- | --------------------------- | --------------------------- | -------------------------------------------------------------------------------------------------- |
| Napoli - Ischia         | Maria Fortuna Incostante (29,7%) | Alessandra Mussolini (50,4%) |                                  |                               | Giuseppe D'Ambra (4,9%)     | Domenico Di Meglio (13,2%)  | Dacia Valent (Socialdemocrazia) (1,8%)                                                             |
| Napoli Vomero           | Sabatino Santangelo (40,2%)      | Antonio Rastrelli (45,2%)    | Ernesto Paolozzi (10,7%)         |                               | Antonio Cerrone (3,9%)      |                             | |
| Napoli Fuorigrotta      | Giorgio Napolitano (53,0%)       | Angelo Tramontano (36,8%)    | Vittorio Pellegrino (6,3%)       |                               | Giorgio Martucci (3,9%)     |                             | |
| Napoli Pianura          | Luigi Marino (44,7%)             | Emiddio Novi (42,8%)         | Francesco Gragnaniello (11,1%)   |                               |                             |                             | Riccardo Sciarrino (L'Arca) (1,4%)                                                                 |
| Napoli Arenella         | Alfonso Pecoraro Scanio (45,2%)  | Nicola Rivelli (39,6%)       | Gabriele Acquaviva (9,2%)        |                               | Maurizio Mottola (3,5%)     |                             | Luciano Donelli (L'Arca) (2,6%)                                                                    |
| Napoli San Lorenzo      | Eugenio Jannelli (40,2%)         | Antonio Parlato (45,9%)      | Nicola Tremante (8,0%)           |                               | Salvatore Colonna (4,3%)    |                             | Domenico Striano (L'Arca) (1,4%)                                                                   |
| Napoli San Carlo Arena  | Umberto Minopoli (38,9%)         | Antonio Mazzone (46,0%)      | Giuseppe Tranchese (13,1%)       |                               |                             |                             | Antonio Pianelli (L'Arca) (2,0%)                                                                   |
| Napoli Secondigliano    | Umberto Ranieri (39,9%)          | Raffaele Magli (39,8%)       | Pietro Mastranzo (9,2%)          | Vincenzo Russo (5,5%)         | Pasquale Di Fenzo (4,1%)    |                             | Arturo Di Mascio (Alleanza Vesuviana) (1,5%)                                                       |
| Napoli Ponticelli       | Giuseppe Gambale (56,8%)         | Filippo Dinacci (30,6%)      | Romano Bernasconi (8,1%)         | Emilio Bruno (1,6%)           |                             | Antonio Torre (3,0%)        | |
| Pozzuoli                | Giuseppe Scotto Di Luzio (47,3%) | Enrico Chianese (31,9%)      | Francesco Paolo Iannuzzi (17,2%) |                               | Giovanni Parisi (3,5%)      |                             | |
| Giugliano in Campania   | Teresa Vitale (37,5%)            | Vincenzo Basile (38,1%)      | Luigi D'Aniello (16,5%)          |                               | Vincenzo Granata (7,9%)     |                             | |
| Marano di Napoli        | Tullio Grimaldi (37,6%)          | Ciro Alfano (36,0%)          | Giuseppe Salatiello (16,6%)      |                               |                             | Ugo Grippo (6,2%)           | Luigi Montieri (Alleanza Popolare) (3,6%)                                                          |
| Arzano                  | Marcello Tocco (38,7%)           | Giuseppe Greco (45,8%)       | Alfredo Bargi (8,1%)             |                               |                             |                             | Massimo Natale (Solidarietà Democratica) (7,4%)                                                    |
| Casoria                 | Tommaso Casillo (34,7%)          | Antonio Pezzella (40,9%)     | Salvatore Maglione (13,5%)       | Francesco Polizio (7,5%)      | Giuseppe Vibrato (3,3%)     |                             | |
| Afragola                | Vittorio Mazzone (33,9%)         | Vincenzo Nespoli (40,9%)     | Domenico Tuccillo (25,2%)        |                               |                             |                             | |
| Acerra                  | Michele Giardiello (43,1%)       | Domenico Falco (38,5%)       | Alessandro Nicchiarico (9,9%)    | Domenico Montanino (6,7%)     |                             |                             | Angelo Manna (Unione Mediterranea) (1,8%)                                                          |
| Pomigliano d'Arco       | Gianfranco Nappi (41,7%)         | Luigi Barretta (34,6%)       | Tancredi Cimmino (18,4%)         |                               | Giovanni Passariello (5,3%) |                             | |
| Nola                    | Francesco Manganelli (26,5%)     | Vincenzo Cuomo (24,0%)       | Francesco Sautariello (9,2%)     |                               | Livio Crisci (3,2%)         | Aniello Napolitano (6,3%)   | Francesco Ambrosio (Unione Democratica) (9,8%) Paolo Russo (Unione Democratici Riformisti) (21,1%) |
| San Giuseppe Vesuviano  | Dora Franzese (22,8%)            | Sergio Cola (37,3%)          | Salvatore Nappi (9,2%)           | Giovanni Alterio (17,2%)      |                             |                             | Antonio Ambrosio (Unione Democratica) (13,5%)                                                      |
| Torre Annunziata        | Francesco La Saponara (43,7%)    | Nicolas Balzano (29,9%)      | Salvatore Margiotta (21,7%)      | Fortunato Marafioti (4,7%)    |                             |                             | |
| Castellammare di Stabia | Salvatore Vozza (41,7%)          | Giuseppe Abbagnale (35,9%)   | Carmine D'Antuono (14,2%)        | Pio Cuomo (4,4%)              |                             | Ferdinando D'Aniello (3,7%) | |
| Gragnano                | Eleonora Rizzi (31,8%)           | Antonio Mormone (39,6%)      | Ludovico Coppola (19,9%)         | Giuseppe Scaramellino (8,7%)  |                             |                             | |
| Torre del Greco         | Annamaria Procacci (33,3%)       | Giuseppe Rippa (27,8%)       | Giuseppe Mazza (8,6%)            | Ciro Gentile (14,1%)          | Bruno Fimiani (3,2%)        | Ciro Borriello (12,9%)      | |
| Portici                 | Vincenzo Torre (48,9%)           | Vincenzo Acampora (28,0%)    | Donato Cozzolino (9,9%)          | Nicola Cardano (5,8%)         | Mimmo Pinto (4,2%)          |                             | Michele Bruno (XXV Ora) (3,2%)                                                                     |
| San Giorgio a Cremano   | Aldo Cennamo (43,6%)             | Vincenzo Galdieri (30,7%)    | Agostino Maione (16,6%)          | Guido Salerno (1,4%)          |                             | Rosa Marullo (3,3%)         | Achille De Simone (Alleanza Vesuviana) (4,5%)                                                      |

## Campania 2
| Collegio                       | Candidati                    | Candidati                                           | Candidati                   | Candidati                     | Candidati                         | Candidati                    | Candidati                   | Candidati                 | Candidati                 | Candidati                                               |
| Collegio                       | Progressisti                 | Forza Italia - CCD - UdC - Polo Liberal Democratico | Patto per l'Italia          | Alleanza Nazionale            | Unione Democratica Italiana       | Unità Popolare               | Lista Pannella              | Socialdemocrazia          | Riformisti Irpini         | Altri                                                   |
| ------------------------------ | ---------------------------- | --------------------------------------------------- | --------------------------- | ----------------------------- | --------------------------------- | ---------------------------- | --------------------------- | ------------------------- | ------------------------- | ------------------------------------------------------- |
| Caserta                        | Sergio Tanzarella (34,1%)    | Raffaele Sapienza (23,2%)                           | Riccardo Ventre (18,0%)     | Nicolò Cuscunà (24,5%)        |                                   |                              |                             |                           |                           |                                                         |
| Maddaloni                      | Giacomo De Angelis (25,1%)   | Pasquale Puoti (22,7%)                              | Gaetano Vairo (15,9%)       | Luigi Sgambati (17,3%)        |                                   | Giovanni Di Carluccio (9,6%) |                             | Pasquale Ferrara (9,3%)   |                           |                                                         |
| Aversa                         | Mario Gatto (39,5%)          | Luigi Severino (16,5%)                              | Antonio Lamberti (16,9%)    | Enrico Giuliano (17,2%)       |                                   |                              | Filippo Trofino (9,9%)      |                           |                           |                                                         |
| Casal di Principe              | Lorenzo Diana (30,8%)        | Cipriano Chianese (15,5%)                           | Leonardo Maiolica (11,0%)   | Gennaro Coronella (21,0%)     |                                   | Lucio Santarpia (15,4%)      |                             | Vincenzo Tavoletta (6,2%) |                           |                                                         |
| Santa Maria Capua Vetere       | Costantino Maglione (24,7%)  | Federico Simoncelli (23,8%)                         | Mauro Cerrone (10,3%)       | Vincenzo Simonelli (26,6%)    |                                   | Domenico Cimmino (6,2%)      |                             | Raffaele Raucci (8,5%)    |                           |                                                         |
| Sessa Aurunca                  | Amato Lamberti (17,4%)       | Bernardo Pirollo (18,5%)                            | Lorenzo Montecuollo (20,8%) | Mario Landolfi (25,6%)        | Luigi Verrengia (12,6%)           | Pasquale Ricciardone (3,0%)  | Caterina Corse (2,1%)       |                           |                           |                                                         |
| Capua                          | Pasquale La Cerra (26,0%)    | Antonio La Venuta (19,5%)                           | Vincenzo Cappello (22,2%)   | Benedetto Lombardi (24,3%)    |                                   | Michele Santoro (8,0%)       |                             |                           |                           |                                                         |
| Benevento                      | Carmine Nardone (19,2%)      | Mario Pedicini (20,3%)                              | Nicola Di Donato (16,6%)    | Alberto Simeone (25,2%)       | Umberto Del Basso De Caro (13,7%) |                              | Luigi Ionico (3,5%)         |                           |                           | Ornella Forni Mariani (Unione Mediterranea) (1,5%)      |
| Sant'Agata de' Goti            | Antonio Simiele (23,5%)      | Clemente Mastella (25,2%)                           | Giovanni Zarro (18,0%)      | Gennaro Malgieri (16,8%)      | Enrico Striani (14,4%)            |                              | Lupo Macolino (2,1%)        |                           |                           |                                                         |
| Ariano Irpino                  | Giovanni Maraia (17,5%)      | Bruno Casamassa (21,7%)                             | Mario Pepe (23,8%)          | Salvatore Colatruglio (15,9%) | Luigi Franza (18,7%)              |                              |                             |                           | Carlo Giardino (2,4%)     |                                                         |
| Avellino                       | Modestino Acone (24,0%)      | Guido Vegliante (11,2%)                             | Gianfranco Rotondi (33,8%)  | Francesco D'Ercole (23,7%)    |                                   |                              |                             |                           | Valerio Capone (6,1%)     | Antonio Vesce (Unione Mediterranea) (1,1%)              |
| Atripalda                      | Alberta De Simone (26,4%)    | Arturo Iannaccone (18,1%)                           | Giuseppe Gargani (25,5%)    | Nicolina Brevetti (15,6%)     |                                   |                              |                             |                           | Aniello De Chiara (14,3%) |                                                         |
| Mirabella Eclano               | Ferdinando Schettino (35,4%) | Pietro Salierno (15,5%)                             | Salverino De Vito (33,2%)   | Gennaro Di Prenda (15,9%)     |                                   |                              |                             |                           |                           |                                                         |
| Salerno Centro                 | Filodemo Iannuzzelli (31,3%) | Vittorio Gaeta (20,9%)                              | Enrico Indelli (11,1%)      | Gaetano Colucci (31,4%)       |                                   |                              | Maurizio Provenza (3,5%)    | Umberto Petrosino (1,8%)  |                           |                                                         |
| Salerno - Mercato San Severino | Francesco Calvanese (25,2%)  | Giovanni Citro (16,2%)                              | Renzo Lusetti (16,0%)       | Sergio Valese (19,6%)         | Giovanni Iuliano (12,0%)          |                              | Vincenzo Scannapieco (2,5%) | Gaetano Criscuolo (1,2%)  |                           | Antonio Figliamondi (La Nostra Terra) (7,2%)            |
| Cava de' Tirreni               | Felice Scermino (27,2%)      | Matteo Pisani (19,0%)                               | Pasquale Palumbo (18,2%)    | Edmondo Cirielli (21,2%)      |                                   | Pietro Pisacane (2,5%)       | Gianfranco Massari (2,5%)   | Francesco Curci (3,1%)    |                           | Pasquale Cuofano (La Nostra Terra) (6,2%)               |
| Scafati                        | Isaia Sales (39,1%)          | Luigi Nocera (24,5%)                                | Carlo Chirico (16,7%)       | Francesco Ianniello (19,7%)   |                                   |                              |                             |                           |                           |                                                         |
| Nocera Inferiore               | Aldo Trione (26,0%)          | Edmondo Cuomo (21,6%)                               | Salvatore De Vivo (9,2%)    | Antonio Rizzo (24,3%)         | Antonio Casalino (7,0%)           | Eugenio Siciliano (7,3%)     | Dino Gustato (2,8%)         |                           |                           | Giuseppe Albarella (Movimento Cristiano Europeo) (1,8%) |
| Battipaglia                    | Gaetano Vaccaro (21,1%)      | Matteo Messina (20,0%)                              | Vito Santese (15,8%)        | Teodoro Tascone (25,4%)       | Elio D'Alessio (2,0%)             | Paolo Del Mese (12,1%)       | Carmine Battipede (2,7%)    | Michele Pagano (0,8%)     |                           |                                                         |
| Eboli                          | Gerardo Rosania (22,7%)      | Gaetano Fasolino (23,5%)                            | Paolo Serra (21,8%)         | Franco Cardiello (24,3%)      |                                   | Antonio D'Elia (5,0%)        |                             | Giuseppino Liuccio (2,5%) |                           |                                                         |
| Sala Consilina                 | Vincenzo Mattina (32,3%)     | Giovanni D'Angelo (18,2%)                           | Angelo Paladino (26,1%)     | Francesco De Luca (18,9%)     |                                   |                              | Ciro Botta (4,1%)           |                           |                           |                                                         |
| Vallo della Lucania            | Ermido Leoni (20,3%)         | Ugo Valiante (21,3%)                                | Antonio Valiante (27,2%)    | Sergio Sofia (22,1%)          |                                   | Vincenzo Finizola (6,8%)     | Cesare De Luca (2,2%)       |                           |                           |                                                         |

## Puglia
| Collegio                       | Candidati                    | Candidati                             | Candidati                      | Candidati                 | Candidati                  | Candidati                 | Candidati                  | Candidati                   | Candidati                 | Candidati                 | Candidati                                                                                      |
| Collegio                       | Progressisti                 | Polo del Buon Governo                 | Patto per l'Italia             | Lega d'Azione Meridionale | Lista Pannella             | Programma Italia          | Socialdemocrazia           | Rinascita Salentina         | Solidarietà e Progresso   | Democrazia e Solidarietà  | Altri                                                                                          |
| ------------------------------ | ---------------------------- | ------------------------------------- | ------------------------------ | ------------------------- | -------------------------- | ------------------------- | -------------------------- | --------------------------- | ------------------------- | ------------------------- | ---------------------------------------------------------------------------------------------- |
| San Severo                     | Fabio Di Capua (40,4%)       | Giuliano Giuliani (39,2%)             | Giuseppantonio Belmonte (9,3%) |                           |                            |                           |                            |                             |                           | Luigi Tricarico (2,2%)    | Francesco Damone (Nuova Capitanata) (8,8%)                                                     |
| San Giovanni Rotondo           | Michele Fatigato (26,6%)     | Francesco Giovanni Maria Mele (29,1%) | Carmine Stallone (23,1%)       |                           |                            | Giuseppe Maratea (8,9%)   | Domenico Placentino (8,3%) |                             |                           |                           | Antonio Fasanella (Movimento Garganico) (4,0%)                                                 |
| Foggia - Lucera                | Giuseppe Pica (29,1%)        | Vincenzo Bizzarri (36,8%)             | Luigi Giangrossi (11,4%)       |                           |                            |                           | Giulio Scapato (3,0%)      |                             |                           |                           | Costantino Dell'Osso (Progetto Democratico) (17,3%) Elvira De Marco (Alleanza Popolare) (2,2%) |
| Foggia Centro                  | Roccantonio D'Amelio (29,7%) | Paolo Agostinacchio (43,9%)           | Savino Melillo (12,8%)         |                           |                            | Luigi Follieri (4,9%)     |                            |                             | Michele Costantino (2,3%) |                           | Giuseppe Paglialonga (Alleanza Popolare) (6,4%)                                                |
| Cerignola                      | Francesco Bonito (40,3%)     | Domenico Farina (38,3%)               | Michele Pastore (13,1%)        |                           |                            |                           | Gerardo Basilico (4,0%)    |                             | Gerardo Cialdella (4,2%)  |                           |                                                                                                |
| Manfredonia                    | Franco Mastroluca (40,5%)    | Antonio Leone (39,3%)                 | Antonio Murgo (16,4%)          |                           |                            |                           | Fernando Donadei (3,7%)    |                             |                           |                           |                                                                                                |
| Lecce                          | Ennio Cillo (32,3%)          | Adriana Poli Bortone (48,3%)          | Ottorino Fiore (13,7%)         | Carlo Briganti (0,8%)     | Giuseppe Talò (2,6%)       |                           |                            | Adalberto Pankiewicz (2,2%) |                           |                           |                                                                                                |
| Squinzano                      | Giuseppe Taurino (37,1%)     | Augusto Palmarini (32,7%)             | Ruggiero Castrignanò (19,0%)   | Carlo Mazzotta (1,2%)     |                            | Antonio Marciante (9,9%)  |                            |                             |                           |                           |                                                                                                |
| Tricase                        | Ernesto Abaterusso (28,9%)   | Eugenio Ozza (33,0%)                  | Guglielmo Serrano (22,7%)      |                           |                            |                           |                            | Hervè Cavallera (7,6%)      |                           | Salvatore Carbone (7,8%)  |                                                                                                |
| Maglie                         | Giuseppe Merico (25,5%)      | Achille Mariano (31,5%)               | Giovanni Romano (28,2%)        |                           |                            |                           | Damiano Potì (7,5%)        | Roberto Muci (7,3%)         |                           |                           |                                                                                                |
| Casarano                       | Massimo D'Alema (34,8%)      | Massimo Basurto (29,9%)               | Lorenzo Emilio Ria (30,3%)     |                           |                            |                           |                            | Nicola Brunetti (1,6%)      |                           | Ruggero De Matteis (3,4%) |                                                                                                |
| Nardò                          | Francesco Mandoi (31,2%)     | Fedele Pampo (36,1%)                  | Cosimo Casilli (24,2%)         | Francesco Russo (1,5%)    |                            |                           |                            | Gregorio Dell'Anna (7,0%)   |                           |                           |                                                                                                |
| Galatina                       | Antonio Rotundo (36,5%)      | Gerardo Filippo (32,5%)               | Gaetano Gorgoni (22,8%)        | Francesco Stanca (1,3%)   |                            |                           |                            |                             |                           | Antonio Marra (6,9%)      |                                                                                                |
| Taranto Solito Corvisea        | Giovanni Battafarano (29,5%) | Filippo Condemi (28,9%)               | Francesco Boccuni (10,3%)      | Claudio Caparvi (24,5%)   | Giovanni Fasano (2,4%)     |                           |                            |                             |                           |                           | Donato Carelli (Utopia) (4,4%)                                                                 |
| Taranto Italia - Monte Granaro | Enea De Archangelis (25,9%)  | Cosimo D'Elia (26,8%)                 | Cesare Mattesi (14,0%)         | Pietro Cerullo (30,8%)    | Elia Vernaglione (2,5%)    |                           |                            |                             |                           |                           |                                                                                                |
| Manduria                       | Ugo Malagnino (28,5%)        | Antonio Del Prete (34,1%)             | Giuseppe Tommasino (21,5%)     |                           | Gianfranco Mele (2,4%)     | Antonio Scarciglia (4,3%) |                            |                             |                           |                           | Antonio Bruno (Unione Democratica Riformisti) (7,1%) Cosimo Delauro (Puglia Nostra) (2,0%)     |
| Martina Franca                 | Giovanna Pace (31,0%)        | Francesco Paolo Liuzzi (38,6%)        | Lina Mirabile (15,4%)          | Ilva Bertolucci (2,6%)    |                            | Marco Caramia (6,7%)      |                            |                             |                           |                           | Francesco Fabietti (Alleanza Jonica) (3,8%) Mario Lenti (Unione Democratica Riformisti) (1,9%) |
| Massafra                       | Stefano Apuzzo (33,5%)       | Carmine Santo Patarino (38,9%)        | Cosimo Comvertino (15,6%)      |                           |                            |                           |                            |                             |                           |                           | Pasquale D'Erchia (Alleanza Jonica) (9,2%) Sforza Ruspoli (Viva Zapata) (2,7%)                 |
| Bari San Paolo - Stanic        | Pasquale Diglio (27,6%)      | Lucio Marengo (45,1%)                 | Vincenzo Sorice (16,7%)        |                           | Francesco Garzone (6,7%)   |                           |                            |                             | Domenico Bavaro (3,9%)    |                           |                                                                                                |
| Bari Libertà - Marconi         | Vito Leccese (31,2%)         | Giuseppe Tatarella (48,0%)            | Graziano Ciocia (13,8%)        |                           | Nicola Caldarulo (4,8%)    |                           |                            |                             | Potito Peruggini (2,3%)   |                           |                                                                                                |
| Bari - Mola di Bari            | Delfino Pesce (28,9%)        | Mario Pitzalis (45,6%)                | Pino Pisicchio (19,2%)         |                           | Mario Regina (5,5%)        |                           |                            |                             | Bruno Surico (0,8%)       |                           |                                                                                                |
| Barletta                       | Giannino Calò (22,8%)        | Andrea Gissi (42,1%)                  | Giuseppe Dipaola (27,8%)       |                           | Domenico Borraccino (4,8%) |                           |                            |                             |                           |                           | Pietro Cianci (Unione Popolare) (2,6%)                                                         |
| Andria                         | Nicola Colaianni (35,4%)     | Onofrio Spagnoletti Zeuli (44,3%)     | Anna Maria Di Leo (17,1%)      |                           |                            |                           |                            |                             |                           |                           | Riccardo Di Molfetta (Unione Popolare) (3,3%)                                                  |
| Trani                          | Emanuele Germinario (31,2%)  | Gaetano Olivieri (44,4%)              | Paolo Loporchio (12,3%)        |                           |                            |                           | Nicola Mongelli (6,0%)     |                             |                           |                           | Emanuele Tomasicchio (Liberali) (6,1%)                                                         |
| Molfetta                       | Francesco Napoletano (26,6%) | Francesco Maria Amoruso (40,9%)       | Pasquale Di Gioia (17,2%)      |                           | Leonardo Visaggio (10,5%)  |                           |                            |                             | Tommaso Lioce (4,8%)      |                           |                                                                                                |
| Bitonto                        | Nicola Vendola (38,6%)       | Felice Trotta (38,2%)                 | Giovanni Procacci (20,0%)      |                           | Nicola Magaletti (3,2%)    |                           |                            |                             |                           |                           |                                                                                                |
| Altamura                       | Fabio Perinei (45,5%)        | Luigi Viscanti (37,1%)                | Giuseppe Giove (17,4%)         |                           |                            |                           |                            |                             |                           |                           |                                                                                                |
| Modugno                        | Nicola Magrone (40,5%)       | Francesco Capitaneo (39,1%)           | Giuseppe Ruggiero (20,5%)      |                           |                            |                           |                            |                             |                           |                           |                                                                                                |
| Triggiano                      | Giuseppe Sozio (29,4%)       | Giuseppe Antonio Barbieri (35,8%)     | Giuseppe Degennaro (25,3%)     |                           |                            |                           | Antonio Coppi (6,8%)       |                             | Vito Valentini (1,9%)     |                           | Giovanni Campobasso (Alleanza di Programma) (0,8%)                                             |
| Putignano                      | Vincenzo Lavarra (31,8%)     | Giovanni Mastrangelo (34,8%)          | Alberto Tedesco (20,3%)        |                           | Pasquale Tria (4,5%)       |                           |                            |                             |                           |                           | Luigi Farace (Unione Popolare) (8,6%)                                                          |
| Monopoli                       | Antonio Guccione (28,5%)     | Giuseppe Petrelli (39,1%)             | Giovanni Copertino (26,3%)     |                           | Roberto D'Ovidio (3,6%)    |                           |                            |                             |                           |                           | Tommaso Mitrotti (Democrazia Sociale) (2,5%)                                                   |
| Brindisi                       | Antonio Bargone (34,6%)      | Valentino Manzoni (38,0%)             | Antonio Bruno (20,6%)          |                           |                            | Pasquale Dagnello (6,8%)  |                            |                             |                           |                           |                                                                                                |
| Mesagne                        | Paolo Cavaliere (37,6%)      | Angelo Raffaele Devicienti (45,6%)    | Danilo Crastolla (16,8%)       |                           |                            |                           |                            |                             |                           |                           |                                                                                                |
| Francavilla Fontana            | Michele Zurlo (32,0%)        | Vincenzo Epifani (43,1%)              | Pietro Lacorte (15,4%)         |                           |                            | Vito Semerano (9,5%)      |                            |                             |                           |                           |                                                                                                |

## Basilicata
| Collegio | Candidati                          | Candidati                      | Candidati                          | Candidati               | Candidati            |
| Collegio | Progressisti                       | Polo del Buon Governo          | Patto per l'Italia                 | Unione Mediterranea     | Insieme per Cambiare |
| -------- | ---------------------------------- | ------------------------------ | ---------------------------------- | ----------------------- | -------------------- |
| Potenza  | Magda Cornacchione Milella (36,7%) | Vincenzo Laurita (32,2%)       | Giampaolo Vittorio D'Andrea (28,1) | Vincenzo Belmonte (3,0) |                      |
| Melfi    | Donato Pace (43,2)                 | Emilio D'Andrea (36,4)         | Nicola Savino (20,4)               |                         |                      |
| Matera   | Luigi Porcari (46,2)               | Nicola Calciani (30,6)         | Vincenzo Ianaro (17,6)             |                         | Franco Defina (5,6)  |
| Pisticci | Giorgio Braschi (34,8)             | Francesco Michele Barra (37,4) | Cosimo Latronico (27,8)            |                         |                      |
| Lauria   | Valerio Mignone (40,7)             | Arturo Lacava (28,7)           | Gabriele Di Mauro (30,6)           |                         |                      |

## Calabria
| Collegio                             | Candidati                      | Candidati                       | Candidati                          | Candidati                       | Candidati                             | Candidati                        | Candidati                   | Candidati                                             |
| Collegio                             | Progressisti                   | Polo del Buon Governo           | Patto per l'Italia                 | Socialdemocrazia                | Movimento Federalista Calabria Libera | Movimento Meridionale            | Liberaldemocratici Europei  | Altri                                                 |
| ------------------------------------ | ------------------------------ | ------------------------------- | ---------------------------------- | ------------------------------- | ------------------------------------- | -------------------------------- | --------------------------- | ----------------------------------------------------- |
| Paola                                | Elio Veltri (30,6%)            | Alessandro Bergamo (36,3%)      | Vito Napoli (17,2%)                |                                 | Vincenzo Cesareo (14,7%)              |                                  | Elena Ricucci (1,2%)        |                                                       |
| Castrovillari                        | Luigi Saraceni (35,3%)         | Vincenzo Gangale (28,9%)        | Paolo Bruno (15,8%)                | Michele Sirimarco (2,6%)        | Domenico Diodato (2,0%)               |                                  | Pasquale Saladino (5,5%)    | Mario Gagliardi (Per la Calabria) (10,0%)             |
| Corigliano Calabro                   | Mario Brunetti (34,0%)         | Domenico Longo (30,2%)          | Giuseppe Aloise (24,2%)            |                                 | Domenico Scardino (4,4%)              | Rosina Console (4,2%)            | Angelo Sposato (3,0%)       |                                                       |
| Rossano                              | Gerardo Mario Oliverio (48,8%) | Raimondo De Capua (23,6%)       | Antonio De Nardo (20,4%)           |                                 | Beniamino Donnici (7,2%)              |                                  |                             |                                                       |
| Rende                                | Sergio De Julio (40,2%)        | Oscar Lucente (33,0%)           | Sandro Principe (19,3%)            |                                 | Vincenza Lorè (1,2%)                  | Eraldo Rizzuti (4,4%)            | Francesco D'Ambrosio (1,9%) |                                                       |
| Cosenza                              | Pietro Mancini (31,2%)         | Benito Falvo (37,6%)            | Ernesto Funaro (21,4%)             |                                 | Rita Mancini (1,4%)                   | Francesco Dinapoli (1,8%)        |                             | Battista Iacino (Idea Città) (6,5%)                   |
| Lamezia Terme                        | Italo Reale (34,0%)            | Giuseppe Galati (33,4%)         | Benito De Grazia (12,6%)           | Giuseppe Lelio Petronio (10,4%) |                                       |                                  |                             | Egidio Chiarella (Movimento Cristiano Veritas) (9,7%) |
| Catanzaro                            | Aldo Fiale (33,0%)             | Elio Colosimo (39,0%)           | Agazio Loiero (19,5%)              | Alessandro Jannelli (1,8%)      | Felice Crapanzano (2,6%)              | Rosario Chiriano (3,9%)          |                             |                                                       |
| Isola di Capo Rizzuto                | Rosario Olivo (42,1%)          | Floriano Noto (33,2%)           | Rosario Mattace (24,7%)            |                                 |                                       |                                  |                             |                                                       |
| Crotone                              | Giancarlo Sitra (39,4%)        | Pasquale Senatore (34,8%)       | Enzo Sculco (25,7%)                |                                 |                                       |                                  |                             |                                                       |
| Vibo Valentia                        | Giuseppe Iannello (29,3%)      | Domenico Antonio Basile (32,5%) | Domenico Romano Carratelli (18,9%) |                                 | Francesco Massara (4,0%)              | Antonio Pontoriero (13,0%)       | Carlo Taccone (2,3%)        |                                                       |
| Soverato                             | Giuseppe Soriero (38,8%)       | Natale Naso (29,1%)             | Angelo Donato (19,6%)              | Franco Piro (8,8%)              |                                       | Giampiero Nisticò (3,6%)         |                             |                                                       |
| Siderno                              | Domenico Bova (39,4%)          | Raffaele Valensise (24,7%)      | Luciano Racco (29,0%)              |                                 | Salvatore De Pasquale (3,8%)          | Tito Salerno (3,1%)              |                             |                                                       |
| Locri                                | Giuseppe Lombardo (32,6%)      | Giovanni Filocamo (31,7%)       | Sergio Laganà (16,7%)              | Francesco Crinò (9,9%)          |                                       | Pasquino Crupi (9,0%)            |                             |                                                       |
| Reggio Calabria Sbarre               | Giovanni D'Amico (29,0%)       | Fortunato Aloi (50,0%)          | Arturo De Felice (16,6%)           | Giuseppe Nucera (3,4%)          | Carlo Sbano (1,1%)                    |                                  |                             |                                                       |
| Reggio Calabria - Villa San Giovanni | Giovanbattista Longo (27,1%)   | Amedeo Matacena (34,3%)         | Domenico Nunnari (19,1%)           | Paolo Romeo (10,7%)             | Gaetano Aragona (8,8%)                |                                  |                             |                                                       |
| Palmi                                | Antonino Sprizzi (27,7%)       | Angela Napoli (37,3%)           | Armando Veneto (24,2%)             | Augusta Torricelli (5,7%)       |                                       | Domenico Giuseppe Gioffrè (5,1%) |                             |                                                       |

## Sicilia 1
| Collegio               | Candidati                    | Candidati                        | Candidati                    | Candidati                   | Candidati                        | Candidati                                                                          |
| Collegio               | Progressisti                 | Polo del Buon Governo            | Patto per l'Italia           | Partito Socialista Italiano | Solidarietà Occupazione Sviluppo | Altri                                                                              |
| ---------------------- | ---------------------------- | -------------------------------- | ---------------------------- | --------------------------- | -------------------------------- | ---------------------------------------------------------------------------------- |
| Trapani                | Giuseppe Rizzo (23,5%)       | Michele Rallo (54,4%)            | Antonino Laudicina (16,6%)   | Giuseppe Giacone (3,8%)     |                                  | Nicolò Causi (Primavera) (1,7%)                                                    |
| Marsala                | Gaspare Pellegrino (30,4%)   | Nicola Trapani (40,2%)           | Paolo Ruggieri (14,3%)       |                             |                                  | Pietro Pizzo (Socialdemocrazia) (15,1%)                                            |
| Mazara del Vallo       | Francesco Fiordaliso (30,8%) | Mario Caruso (37,5%)             | Aldo Dolores (21,7%)         | Giovanni Lentini (9,9%)     |                                  |                                                                                    |
| Alcamo                 | Aldo Filippi (38,2%)         | Francesco Paolo Lucchese (42,0%) | Sebastiano Bonventre (19,8%) |                             |                                  |                                                                                    |
| Cefalù                 | Luisa Capitummino (32,6%)    | Salvatore Sparacino (35,2%)      | Armando Aulicino (25,1%)     | Francesco Figlia (7,1%)     |                                  |                                                                                    |
| Termini Imerese        | Giuseppe Lumia (36,3%)       | Mario Ferrara (34,9%)            | Giovanni Mercadante (23,7%)  | Giuseppe Bondì (5,1%)       |                                  |                                                                                    |
| Bagheria               | Francesco Stabile (26,0%)    | Cesare Piacentino (50,5%)        | Francesco Magro (11,9%)      | Rosa Pinello (3,0%)         | Girolamo Drago (3,8%)            | Michele Bonanno (Democrazia e Libertà) (4,9%)                                      |
| Partinico              | Giuseppa Cassarubea (25,1%)  | Silvio Liotta (47,5%)            | Salvino Pantuso (21,9%)      |                             |                                  | Giuseppe Speciale (Impegno Democratico) (5,5%)                                     |
| Palermo - Capaci       | Gianni Minà (33,0%)          | Alberto Acierno (50,1%)          | Paola Geraci (13,4%)         | Francesco Del Cuore (3,5%)  |                                  |                                                                                    |
| Palermo - Resuttana    | Gaspare Nuccio (36,8%)       | Enzo Fragalà (52,8%)             | Pietro Milio (10,3%)         |                             |                                  |                                                                                    |
| Palermo - Zisa         | Alfredo Galasso (38,2%)      | Cristina Matranga (49,1%)        | Raffaele Zarbo (12,7%)       |                             |                                  |                                                                                    |
| Palermo - Libertà      | Antonino Caponnetto (39,3%)  | Guido Lo Porto (48,1%)           | Pietro Di Marco (12,6%)      |                             |                                  |                                                                                    |
| Palermo - Villagrazia  | Michele Salamone (35,7%)     | Giacomo Baiamonte (49,8%)        | Antonino Mazzola (12,5%)     | Dario Matranga (2,0%)       |                                  |                                                                                    |
| Palermo - Settecannoli | Pietro Folena (36,2%)        | Francesco Cascio (51,1%)         | Francesco Pipitone (8,7%)    | Gaetano Mendola (4,0%)      |                                  |                                                                                    |
| Gela                   | Concetta Battaglia (32,8%)   | Angelo Blanco (40,0%)            | Salvatore Minardi (8,4%)     |                             | Emanuele Leopardi (5,7%)         | Francesco Tilaro (Intesa Democratica) (8,6%) Savina Catalano (Mediterraneo) (4,5%) |
| Caltanissetta          | Angelo Lomaglio (26,9%)      | Salvatore Dell'Utri (45,0%)      | Gaetano Saporito (15,6%)     | Salvatore Lombardo (8,0%)   |                                  | Giuseppe Rap (Lista Pannella) (4,5%)                                               |
| Licata                 | Carmelo Incorvaia (43,5%)    | Giuseppe Graci (28,3%)           | Michele Di Franco (12,1%)    | Calogero Sghembri (7,9%)    | Augusto Sorriso (8,2%)           |                                                                                    |
| Agrigento              | Giuseppe Arnone (33,6%)      | Giovanni Marino (34,5%)          | Calogero Firetto (12,6%)     |                             | Antonio Sinesio (7,8%)           | Enrico Quattrocchi (Iniziativa Democratica) (11,5%)                                |
| Canicattì              | Giuseppe Scozzari (41,0%)    | Antonio Virone (27,1%)           | Calogero Bongiorno (11,2%)   | Calogero Alba (6,7%)        | Angelo La Russa (14,0%)          |                                                                                    |
| Sciacca                | Sebastiano Bongiorno (45,9%) | Paolo Imbornone (30,5%)          | Pietro D'Anna (23,6%)        |                             |                                  |                                                                                    |

## Sicilia 2
| Collegio                  | Candidati                  | Candidati                   | Candidati                     | Candidati                   | Candidati                 | Candidati                        | Candidati                                                                                     |
| Collegio                  | Progressisti               | Polo del Buon Governo       | Patto per l'Italia            | Partito Socialista Italiano | Socialdemocrazia          | Solidarietà Occupazione Sviluppo | Altri                                                                                         |
| ------------------------- | -------------------------- | --------------------------- | ----------------------------- | --------------------------- | ------------------------- | -------------------------------- | --------------------------------------------------------------------------------------------- |
| Messina Centro Storico    | Citto Saija (18,7%)        | Rocco Crimi (50,8%)         | Giovanni Materia (17,4%)      | Carmelo Altomonte (3,9%)    | Dino Madaudo (9,2%)       |                                  |                                                                                               |
| Messina Mata e Grifone    | Bernardo Moschella (20,8%) | Santino Pagano (60,5%)      | Angelo Sindoni (12,1%)        | Giuseppe Morano (6,6%)      |                           |                                  |                                                                                               |
| Taormina                  | Luigi Savoja (23,6%)       | Giuseppe Scalisi (37,8%)    | Carmelo Lo Monte (21,2%)      | Agatino Ricca (3,7%)        |                           |                                  | Giuseppe Astone (Democrazia Siciliana) (13,7%)                                                |
| Milazzo                   | Angelo Amendolia (26,1%)   | Salvatore D'Alia (48,7%)    | Michele Giacomantonio (19,3%) | Giuseppe De Luca (3,6%)     | Giovanni Pino (2,3%)      |                                  |                                                                                               |
| Barcellona Pozzo di Gotto | Vito Siracusa (22,3%)      | Domenico Nania (43,2%)      | Carmelo La Malfa (22,4%)      | Andrea Paratore (6,3%)      |                           |                                  | Giuseppe Vinci (Lista Pannella) (5,8%)                                                        |
| Nicosia                   | Tano Grasso (31,6%)        | Nuccio Carrara (36,4%)      | Sebastiano Sanzarello (22,4%) |                             | Nicola Capria (9,6%)      |                                  |                                                                                               |
| Enna                      | Gaetano Rabbito (32,9%)    | Rosario Ardica (34,5%)      | Egidio La Malfa (21,7%)       |                             | Caterina Seminara (5,4%)  | Luigino Palascino (5,5%)         |                                                                                               |
| Paternò                   | Luca Cangemi (31,0%)       | Sebastiano Neri (48,9%)     | Vittorio Lo Presti (17,1%)    | Salvatore Marcellino (3,0%) |                           |                                  |                                                                                               |
| Giarre                    | Carmelo D'Urso (24,4%)     | Ilario Floresta (47,6%)     | Salvatore Catalano (15,8%)    |                             |                           |                                  | Biagio Susinni (Movimento Repubblicano) (12,2%)                                               |
| Acireale                  | Enrico Escher (20,1%)      | Paolo Tringali (61,2%)      | Antonino Nicotra (17,1%)      |                             | Antonino Scalia (1,6%)    |                                  |                                                                                               |
| Gravina di Catania        | Paolo Castorina (27,0%)    | Enzo Trantino (56,2%)       | Ferdinando Latteri (16,8%)    |                             |                           |                                  |                                                                                               |
| Catania Picanello         | Claudio Fava (35,0%)       | Giuseppe Palumbo (55,3%)    | Antonino Mirone (9,7%)        |                             |                           |                                  |                                                                                               |
| Catania Cardinale         | Anna Finocchiaro (23,8%)   | Benito Paolone (64,7%)      | Salvatore La Rocca (8,0%)     | Corrado Finocchiaro (3,5%)  |                           |                                  |                                                                                               |
| Catania - Misterbianco    | Harald Bonura (26,6%)      | Luigi Sidoti (57,5%)        | Enzo Vitale (13,3%)           | Antonio Pappalardo (2,6%)   |                           |                                  |                                                                                               |
| Caltagirone               | Michele Cappella (35,6%)   | Giacomo Garra (42,4%)       | Francesco Failla (22,0%)      |                             |                           |                                  |                                                                                               |
| Augusta                   | Nello Partescano (34,0%)   | Giuseppe Forestiere (46,9%) | Nino Tribulato (12,8%)        |                             | Placido Santanello (3,9%) |                                  | Salvatore Perna (Lista Franco Greco) (2,9%)                                                   |
| Siracusa                  | Rino Piscitello (30,0%)    | Michele Stornello (38,5%)   | Corrado Piccione (12,2%)      |                             | Giuseppe Bufardeci (2,5%) |                                  | Franco Greco (Lista Franco Greco) (14,1%) Armando Catinella (Rinascimento Democratico) (2,8%) |
| Avola                     | Salvatore Grande (28,3%)   | Nicola Bono (45,4%)         | Giuseppe Malandrino (14,5%)   |                             | Giovanni Magro (5,1%)     |                                  | Corrado Gennuso (Lista Franco Greco) (6,7%)                                                   |
| Modica                    | Mario Occhipinti (26,8%)   | Attilio Sigona (32,1%)      | Angelo Scivoletto (16,7%)     | Guglielmo Carbone (5,4%)    | Saverio Terranova (6,8%)  | Riccardo Minardo (12,2%)         |                                                                                               |
| Ragusa                    | Angelo Di Natale (31,8%)   | Enzo Caruso (41,4%)         | Giovanni Antoci (19,7%)       | Salvatore Stella (3,1%)     |                           | Corrado Roccaro (4,0%)           |                                                                                               |
| Vittoria                  | Francesco Aiello (40,4%)   | Saverio La Grua (46,6%)     | Filippo Tuttobene (9,3%)      | Salvatore Fracanzino (3,7%) |                           |                                  |                                                                                               |

## Sardegna
| Collegio            | Candidati                      | Candidati                     | Candidati                    | Candidati                | Candidati                   | Candidati                       | Candidati             | Candidati                | Candidati                 |
| Collegio            | Progressisti                   | Polo del Buon Governo         | Patto per l'Italia           | La Rete                  | Partito Sardo d'Azione      | Partidu Indipendentista         | Centro Democratico    | Lista Pannella           | Alleanza Popolare Riforme |
| ------------------- | ------------------------------ | ----------------------------- | ---------------------------- | ------------------------ | --------------------------- | ------------------------------- | --------------------- | ------------------------ | ------------------------- |
| Sassari             | Gavino Angius (20,7%)          | Carmelo Porcu (36,1%)         | Mariotto Segni (31,6%)       | Giovanni Conoci (1,2%)   | Giacomo Spissu (8,2%)       | Gavino Sale (1,4%)              |                       |                          | Gianuario Pedone (0,8%)   |
| Alghero             | Francesco Carboni (28,4%)      | Antonello Fonnesu (34,8%)     | Paolo Manca (26,6%)          | Antonio Mura (2,6%)      | Luigi Ruiu (5,0%)           | Giovanni Giuseppe Chessa (2,6%) |                       |                          |                           |
| Porto Torres        | Giovanni Chessa (21,7%)        | Giampaolo Nuvoli (37,7%)      | Michele Poddighe (24,5%)     | Salvina Ticca (1,9%)     | Giancarlo Acciaro (12,2%)   | Antonio Salis (2,0%)            |                       |                          |                           |
| Olbia               | Tore Zappadu (23,8%)           | Gavino Delaria (33,2%)        | Gian Piero Scanu (37,1%)     |                          | Efisio Planetta (4,1%)      | Francesco Tiloca (1,8%)         |                       |                          |                           |
| Nuoro               | Angelo Altea (32,0%)           | Delio Caporale (23,5%)        | Franco Mulas (26,1%)         |                          | Vannina Mulas (13,3%)       | Giovannino Sanna (5,1%)         |                       |                          |                           |
| Tortolì             | Giovanni De Murtas (32,1%)     | Ignazio Tosciri (20,4%)       | Gian Basilio Deplano (23,0%) |                          | Peppuccio Columbano (12,0%) | Francesco Carta (3,0%)          | Angelino Rojch (9,5%) |                          |                           |
| Macomer             | Angelo Raffaele Manca (32,5%)  | Alessandro Demartis (29,4%)   | Paolo Angioni (22,0%)        |                          | Giampaolo Beccu (8,5%)      |                                 | Matteo Piredda (7,6%) |                          |                           |
| Oristano            | Maria Dolores Deidda (21,9%)   | Paolo Taddei (37,2%)          | Alessandro Ladu (19,4%)      | Antonello Comina (1,7%)  | Efisio Sanna (8,8%)         |                                 | Angelo Atzori (11,0%) |                          |                           |
| Iglesias            | Oliviero Diliberto (36,7%)     | Francesco Atzori (33,7%)      | Giovanni Boi (15,8%)         | Alberto Sechi (2,4%)     | Raffaele Farigu (11,4%)     |                                 |                       |                          |                           |
| Carbonia            | Vittorio Macrì (26,6%)         | Maria Gabriella Pinto (37,3%) | Adriano Aversano (18,1%)     | Angelo Cremone (6,5%)    | Giuliano Cossu (9,0%)       |                                 | Alberto Vacca (2,5%)  |                          |                           |
| Cagliari - Assemini | Antonio Dessì (29,5%)          | Piergiorgio Massidda (42,8%)  | Francesco Sitzia (16,8%)     | Alfio Desogus (1,6%)     | Giuseppe Atzeri (6,1%)      | Vinicio Cadau (1,7%)            | Sergio Licheri (1,5%) |                          |                           |
| Cagliari Centro     | Bruno Terlizzo (24,9%)         | Gian Franco Anedda (39,2%)    | Eugenio Aymerich (24,5%)     | Antonio Porru (0,9%)     | Bruno Fadda (2,6%)          | Patrizio Boccone (1,3%)         | Pierpaolo Moi (0,7%)  | Beppi Podda (5,5%)       | Pierpaolo Pambira (0,4%)  |
| Serramanna          | Giovanni Battista Orrù (35,1%) | Francesco Onnis (38,0%)       | Lucio Ruggieri (17,5%)       | Giuseppe Cogodi (3,5%)   | Paolo Serra (5,9%)          |                                 |                       |                          |                           |
| Quartu Sant'Elena   | Nives Curcu Marongiu (26,5%)   | Salvatore Cicu (41,2%)        | Nino Fadda (13,8%)           | Antonio Scarpitti (0,7%) | Andrea Massa (7,0%)         | Maria Nioi (1,4%)               | Adriano Secci (3,2%)  | Giovanni Sarritzu (4,6%) | Giuseppe Caramagna (1,6%) |

## Valle d'Aosta
| Collegio | Candidati                   | Candidati           | Candidati                 | Candidati              |
| Collegio | Progressisti                | Lega Nord           | Alleanza Nazionale        | Vallée d'Aoste         |
| -------- | --------------------------- | ------------------- | ------------------------- | ---------------------- |
| Aosta    | Secondina Squarzino (22,2%) | Paolo Linty (17,1%) | Giancarlo Borluzzi (6,6%) | Luciano Caveri (54,1%) |

## Elezioni suppletive

### 9 aprile 1995
| Collegio                   | Candidati                | Candidati              |
| Collegio                   | Federalismo e Democrazia | Polo delle Libertà     |
| -------------------------- | ------------------------ | ---------------------- |
| Padova - Selvazzano Dentro | Giovanni Saonara (57,1%) | Giovanni Negri (42,9%) |

### 14 maggio 1995
| Collegio                  | Candidati              | Candidati                     |
| Collegio                  | Progressisti           | Partito Repubblicano Italiano |
| ------------------------- | ---------------------- | ----------------------------- |
| Ravenna - Lugo di Romagna | Elsa Signorino (77,5%) | Fedele Brini (22,5%)          |

### 22 ottobre 1995
| Collegio        | Candidati                    | Candidati                 | Candidati                          | Candidati                 | Candidati                                     | Candidati                                     |
| Collegio        | Con Napoli                   | Polo delle Libertà        | Movimento Sociale Fiamma Tricolore | Lega Italia Federale      | Altri                                         | Altri                                         |
| --------------- | ---------------------------- | ------------------------- | ---------------------------------- | ------------------------- | --------------------------------------------- | --------------------------------------------- |
| Napoli - Vomero | Vincenzo Siniscalchi (42,0%) | Maurizio de Tilla (37,3%) | Silvio Vitale (2,0%)               | Gianfranco Vestuto (0,5%) | Marco Pannella (Per la Grande Napoli) (17,0%) | Giuseppe Visconti (Democrazia Sociale) (1,2%) |

### 14 gennaio 1996
| Collegio      | Candidati                     | Candidati            |
| Collegio      | Foggia Democratica e Popolare | Polo per le Libertà  |
| ------------- | ----------------------------- | -------------------- |
| Foggia Centro | Giuseppe Cavaliere (31,7%)    | Antonio Pepe (68,3%) |